# Élections municipales de 2020 dans la Seine-Saint-Denis
Les élections municipales françaises de 2020 se déroulent les 15 et 22 mars 2020, six ans après les élections précédentes.
Le report du second tour des élections a été annoncé par le président Emmanuel Macron le 16 mars 2020 à la suite de la crise sanitaire liée à la propagation du coronavirus (Covid-19). Le ministre de l'Intérieur Christophe Castaner annonce le même jour la validation des résultats du premier tour.

## Spécificités électorales des intercommunalités
Dans le département, et depuis le 1er janvier 2016, toutes les communes sont adhérentes à la métropole du Grand Paris et membres d'un établissement public territorial (EPT).
L'élection de leurs représentants au Conseil de la métropole se fait en 2020 par fléchage dans le bulletin de vote des élections municipales.
Par contre, l'élection des représentants des communes au sein de leur conseil de territoire est effectuée par chaque conseil municipal, au scrutin de liste à la répartition proportionnelle à la plus forte moyenne, étant précisé que le ou les conseiller(s) métropolitain(s) est/sont de droit membre(s) du conseil de territoire.

## Maires sortants et maires élus
La droite continue sa progression dans le département en confirmant les gains obtenus en 2014 à Aulnay-sous-Bois, Le Blanc-Mesnil, Livry-Gargan et Villepinte. Parmi ces gains, les villes de Saint-Ouen et Bobigny retournent à gauche, respectivement au PS et au PCF, de même que Noisy-le-Sec (gagnée par la droite lors d'une partielle en 2010). Les divisions nuisent à la gauche à Aubervilliers face à l'UDI qui l'emporte pour la première fois dans la quatrième ville du département. Le PCF cède également Villetaneuse et Saint-Denis au PS. Malgré ces victoires, le PS subit des déconvenues à Bondy et Neuilly-sur-Marne, qui sont remportées par la droite, et échoue également à reconquérir Noisy-le-Grand (perdue dans une partielle en 2015).
| Commune                 | Population | Maire sortant         | Parti | Parti | Maire élu             | Parti | Parti |
| ----------------------- | ---------- | --------------------- | ----- | ----- | --------------------- | ----- | ----- |
| Aubervilliers           | 88 948     | Meriem Derkaoui       |       | PCF   | Karine Franclet       |       | UDI   |
| Aulnay-sous-Bois        | 86 969     | Bruno Beschizza       |       | LR    | Bruno Beschizza       |       | LR    |
| Bagnolet                | 36 060     | Tony Di Martino       |       | PS    | Tony Di Martino       |       | PS    |
| Bobigny                 | 54 363     | Stéphane de Paoli     |       | UDI   | Abdel Sadi            |       | PCF   |
| Bondy                   | 54 587     | Sylvine Thomassin     |       | PS    | Stephen Hervé         |       | LR    |
| Clichy-sous-Bois        | 28 782     | Olivier Klein         |       | PS    | Olivier Klein         |       | DVG   |
| Coubron                 | 4 921      | Ludovic Toro          |       | UDI   | Ludovic Toro          |       | UDI   |
| Drancy                  | 72 376     | Aude Lagarde          |       | UDI   | Aude Lagarde          |       | UDI   |
| Dugny                   | 11 073     | André Veyssière       |       | LR    | Quentin Gesell        |       | DVD   |
| Épinay-sur-Seine        | 54 611     | Hervé Chevreau        |       | DVD   | Hervé Chevreau        |       | DVD   |
| Gagny                   | 39 661     | Rolin Cranoly         |       | LR    | Rolin Cranoly         |       | LR    |
| Gournay-sur-Marne       | 6 844      | Éric Schlegel         |       | DVD   | Éric Schlegel         |       | DVD   |
| L'Île-Saint-Denis       | 8 288      | Mohamed Gnabaly       |       | DVG   | Mohamed Gnabaly       |       | DVG   |
| La Courneuve            | 45 053     | Gilles Poux           |       | PCF   | Gilles Poux           |       | PCF   |
| Le Blanc-Mesnil         | 57 498     | Thierry Meignen       |       | SL    | Thierry Meignen       |       | SL    |
| Le Bourget              | 15 905     | Yannick Hoppe         |       | UDI   | Jean-Baptiste Borsali |       | DVD   |
| Le Pré-Saint-Gervais    | 17 351     | Laurent Baron         |       | PS    | Laurent Baron         |       | PS    |
| Le Raincy               | 14 569     | Jean-Michel Genestier |       | UDI   | Jean-Michel Genestier |       | UDI   |
| Les Lilas               | 23 447     | Daniel Guiraud        |       | PS    | Lionel Benharous      |       | PS    |
| Les Pavillons-sous-Bois | 23 898     | Katia Coppi           |       | LR    | Katia Coppi           |       | LR    |
| Livry-Gargan            | 45 692     | Pierre-Yves Martin    |       | LR    | Pierre-Yves Martin    |       | LR    |
| Montfermeil             | 27 928     | Xavier Lemoine        |       | PCD   | Xavier Lemoine        |       | PCD   |
| Montreuil               | 111 240    | Patrice Bessac        |       | PCF   | Patrice Bessac        |       | PCF   |
| Neuilly-Plaisance       | 20 878     | Christian Demuynck    |       | LR    | Christian Demuynck    |       | LR    |
| Neuilly-sur-Marne       | 35 907     | Jacques Mahéas        |       | DVG   | Zartoshte Bakhtiari   |       | DVD   |
| Noisy-le-Grand          | 67 871     | Brigitte Marsigny     |       | LR    | Brigitte Marsigny     |       | LR    |
| Noisy-le-Sec            | 44 463     | Laurent Rivoire       |       | UDI   | Olivier Sarrabeyrouse |       | PCF   |
| Pantin                  | 59 846     | Bertrand Kern         |       | PS    | Bertrand Kern         |       | PS    |
| Pierrefitte-sur-Seine   | 30 861     | Michel Fourcade       |       | PS    | Michel Fourcade       |       | PS    |
| Romainville             | 30 087     | Corinne Valls         |       | DVG   | François Dechy        |       | DVG   |
| Rosny-sous-Bois         | 46 024     | Claude Capillon       |       | LR    | Jean-Paul Fauconnet   |       | LR    |
| Saint-Denis             | 112 852    | Laurent Russier       |       | PCF   | Mathieu Hanotin       |       | PS    |
| Saint-Ouen-sur-Seine    | 50 697     | William Delannoy      |       | UDI   | Karim Bouamrane       |       | PS    |
| Sevran                  | 51 734     | Stéphane Blanchet     |       | DVG   | Stéphane Blanchet     |       | DVG   |
| Stains                  | 38 285     | Azzédine Taïbi        |       | PCF   | Azzédine Taïbi        |       | PCF   |
| Tremblay-en-France      | 36 461     | François Asensi       |       | E!    | François Asensi       |       | E!    |
| Vaujours                | 7 181      | Dominique Bailly      |       | LR    | Dominique Bailly      |       | LR    |
| Villemomble             | 30 405     | Pierre-Étienne Mage   |       | LR    | Jean-Michel Bluteau   |       | DVD   |
| Villepinte              | 37 713     | Martine Valleton      |       | LR    | Martine Valleton      |       | LR    |
| Villetaneuse            | 13 574     | Carinne Juste         |       | PCF   | Dieunor Excellent     |       | DVG   |

### Résultats en nombre de maires

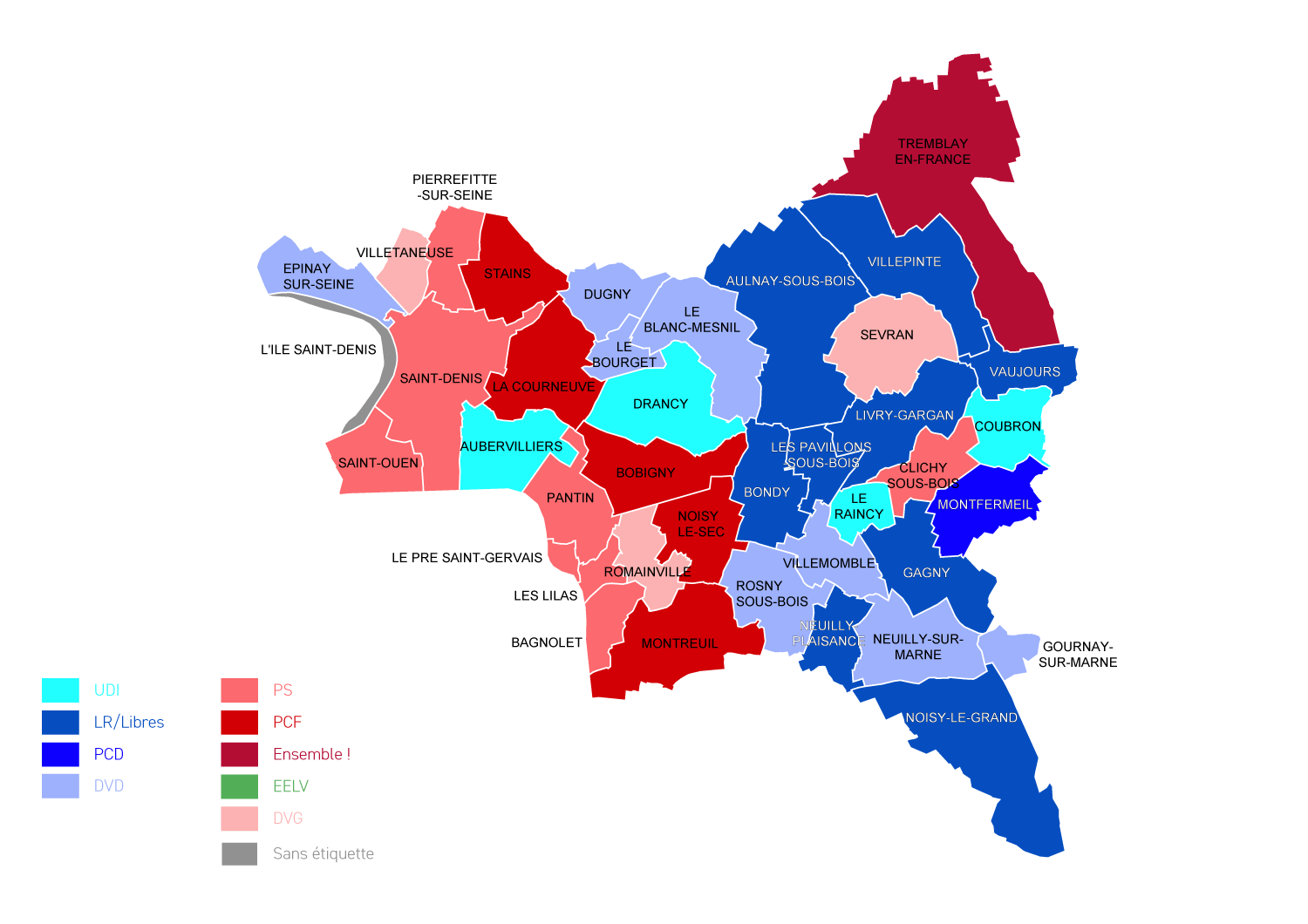
Mairies de Seine-Saint-Denis après les élections municipales de 2020

| Étiquette    | Étiquette                            | Maires sortants | Maires élus | Évolution     |
| ------------ | ------------------------------------ | --------------- | ----------- | ------------- |
|              | Les Républicains                     | 10              | 9           | 1             |
|              | Divers droite                        | 1               | 7           | 6             |
|              | Union des démocrates et indépendants | 9               | 4           | 5             |
|              | Parti chrétien-démocrate             | 1               | 1           | en stagnation |
|              | Soyons libres                        | 1               | 1           | en stagnation |
| Total droite | Total droite                         | 22              | 22          | en stagnation |
|              | Parti socialiste                     | 7               | 8           | 1             |
|              | Parti communiste français            | 6               | 5           | 1             |
|              | Divers gauche                        | 3               | 3           | en stagnation |
|              | Ensemble !                           | 1               | 1           | en stagnation |
|              | App. Europe Écologie Les Verts       | 1               | 1           | en stagnation |
| Total gauche | Total gauche                         | 18              | 18          | en stagnation |
| Total        | Total                                | 40              | 40          |               |

## Résultats dans toutes les communes

### Aubervilliers
- Maire sortante : Meriem Derkaoui (PCF)
- 53 sièges à pourvoir au conseil municipal (population légale 2017 : 86 375 habitants)
- 2 sièges à pourvoir au conseil de la métropole du Grand Paris
- Pour mémoire, 15 sièges à pourvoir au conseil de territoire (Établissement public territorial Plaine Commune)

| Tête de liste                                            | Tête de liste            | Liste                        | Premier tour | Premier tour | Second tour | Second tour | Sièges | Sièges |
| Tête de liste                                            | Tête de liste            | Liste                        | Voix         | %            | Voix        | %           | CM     | CMGP   |
| -------------------------------------------------------- | ------------------------ | ---------------------------- | ------------ | ------------ | ----------- | ----------- | ------ | ------ |
|                                                          | Karine Franclet          | UDI - LR - SL - LREM         | 2 385        | 25,69        | 4 668       | 44,54       | 39     | 2      |
| Changeons Aubervilliers                                  |                          |                              | 2 385        | 25,69        | 4 668       | 44,54       | 39     | 2      |
|                                                          | Sofienne Karroumi        | DVG - GRS - LRDG - GDS - G.s | 1 772        | 19,08        | 3 289       | 31,38       | 8      | 0      |
| L'alternative citoyenne                                  |                          |                              | 1 772        | 19,08        | 3 289       | 31,38       | 8      | 0      |
|                                                          | Marc Guerrien            | PS - UDE                     | 1 214        | 13,07        | 3 289       | 31,38       | 8      | 0      |
| Réveiller Aubervilliers                                  |                          |                              | 1 214        | 13,07        | 3 289       | 31,38       | 8      | 0      |
|                                                          | Jean-Jacques Karman      | PCF diss.                    | 690          | 7,43         | 3 289       | 31,38       | 8      | 0      |
| Pour vivre mieux à Aubervilliers                         |                          |                              | 690          | 7,43         | 3 289       | 31,38       | 8      | 0      |
|                                                          | Meriem Derkaoui          | PCF - EÉLV - PRG - LFI       | 1 640        | 17,66        | 2 522       | 24,06       | 6      | 0      |
| Uni.e.s pour Aubervilliers                               |                          |                              | 1 640        | 17,66        | 2 522       | 24,06       | 6      | 0      |
|                                                          | Zishan Butt              | DVG                          | 1 464        | 15,77        | 2 522       | 24,06       | 6      | 0      |
| Aubervilliers en commun                                  |                          |                              | 1 464        | 15,77        | 2 522       | 24,06       | 6      | 0      |
|                                                          | Alain Noé                | LO                           | 118          | 1,27         |             |             |        |        |
| Lutte ouvrière - Faire entendre le camp des travailleurs |                          |                              | 118          | 1,27         |             |             |        |        |
|                                                          |                          |                              |              |              |             |             |        |        |
| Votes valides                                            | Votes valides            | Votes valides                | 9 283        | 97,21        | 10 479      | 97,43       |        |        |
| Votes blancs                                             | Votes blancs             | Votes blancs                 | 123          | 1,29         | 160         | 1,49        |        |        |
| Votes nuls                                               | Votes nuls               | Votes nuls                   | 143          | 1,50         | 116         | 1,08        |        |        |
| Total                                                    | Total                    | Total                        | 9 549        | 100          | 10 755      | 100         | 53     | 2      |
| Abstention                                               | Abstention               | Abstention                   | 19 918       | 67,59        | 18 850      | 63,67       |        |        |
| Inscrits / participation                                 | Inscrits / participation | Inscrits / participation     | 29 467       | 32,41        | 29 605      | 36,33       |        |        |

### Aulnay-sous-Bois
- Maire sortant : Bruno Beschizza (LR)
- 53 sièges à pourvoir au conseil municipal (population légale 2017 : 85 740 habitants)
- 2 sièges à pourvoir au conseil de la métropole du Grand Paris
- Pour mémoire, 18 sièges à pourvoir au conseil de territoire (Établissement public territorial Paris Terres d'Envol)

|                                                            | Bruno Beschizza          | LR - UDI - SL               | 8 384  | 59,33 | 44 | 2 |  |  |
| Vivre Aulnay avec Bruno Beschizza                          |                          |                             | 8 384  | 59,33 | 44 | 2 |  |  |
|                                                            | Fleury Drieu             | PS - EÉLV - PRG - PCF - G·s | 2 590  | 18,33 | 5  | 0 |  |  |
| Aulnay en commun                                           |                          |                             | 2 590  | 18,33 | 5  | 0 |  |  |
|                                                            | Benjamin Giami           | LREM - Agir - PÉ            | 2 101  | 14,87 | 4  | 0 |  |  |
| Aulnay plus fière, plus forte                              |                          |                             | 2 101  | 14,87 | 4  | 0 |  |  |
|                                                            | Raoul Mercier            | SE                          | 552    | 3,90  | 0  | 0 |  |  |
| Démocratie représentative - citoyenne intergénérationnelle |                          |                             | 552    | 3,90  | 0  | 0 |  |  |
|                                                            | Bruno Beaufils           | LO                          | 302    | 2,13  | 0  | 0 |  |  |
| Lutte ouvrière - Faire entendre le camp des travailleurs   |                          |                             | 302    | 2,13  | 0  | 0 |  |  |
|                                                            | Sylvie Guy               | POID                        | 200    | 1,41  | 0  | 0 |  |  |
| Aulnay 100% service public                                 |                          |                             | 200    | 1,41  | 0  | 0 |  |  |
|                                                            |                          |                             |        |       |    |   |  |  |
| Votes valides                                              | Votes valides            | Votes valides               | 14 129 | 95,92 |    |   |  |  |
| Votes blancs                                               | Votes blancs             | Votes blancs                | 334    | 2,27  |    |   |  |  |
| Votes nuls                                                 | Votes nuls               | Votes nuls                  | 267    | 1,81  |    |   |  |  |
| Total                                                      | Total                    | Total                       | 14 730 | 100   | 53 | 2 |  |  |
| Abstention                                                 | Abstention               | Abstention                  | 30 009 | 67,08 |    |   |  |  |
| Inscrits / participation                                   | Inscrits / participation | Inscrits / participation    | 44 739 | 32,92 |    |   |  |  |

### Bagnolet
- Maire sortant : Tony Di Martino (PS)
- 39 sièges à pourvoir au conseil municipal (population légale 2017 : 35 674 habitants)
- 1 siège à pourvoir au conseil de la métropole du Grand Paris
- Pour mémoire, 7 sièges à pourvoir au conseil de territoire (Établissement public territorial Est Ensemble)

| Tête de liste                                            | Tête de liste            | Liste                    | Premier tour | Premier tour | Second tour | Second tour | Sièges | Sièges |
| Tête de liste                                            | Tête de liste            | Liste                    | Voix         | %            | Voix        | %           | CM     | CC     |
| -------------------------------------------------------- | ------------------------ | ------------------------ | ------------ | ------------ | ----------- | ----------- | ------ | ------ |
|                                                          | Tony Di Martino          | PS - PRG - GÉ            | 2 075        | 30,78        | 3 479       | 55,53       | 31     | 1      |
| Bagnolet écologique et solidaire                         |                          |                          | 2 075        | 30,78        | 3 479       | 55,53       | 31     | 1      |
|                                                          | Édouard Denouel          | DVG                      | 922          | 13,67        | 3 479       | 55,53       | 31     | 1      |
| Bagnolet en commun                                       |                          |                          | 922          | 13,67        | 3 479       | 55,53       | 31     | 1      |
|                                                          | Laurent Jamet            | PCF - LFI                | 1 495        | 22,17        | 2 786       | 44,46       | 8      | 0      |
| Un nouveau printemps pour Bagnolet                       |                          |                          | 1 495        | 22,17        | 2 786       | 44,46       | 8      | 0      |
|                                                          | Claire Laurence          | EÉLV - G·s - PP - PA     | 1 188        | 17,62        | 2 786       | 44,46       | 8      | 0      |
| Changeons la vi(ll)e !                                   |                          |                          | 1 188        | 17,62        | 2 786       | 44,46       | 8      | 0      |
|                                                          | Philippe Renaudin        | LREM - MoDem - Agir      | 567          | 8,41         |             |             |        |        |
| Un nouvel élan pour Bagnolet                             |                          |                          | 567          | 8,41         |             |             |        |        |
|                                                          | Marc Everbecq            | DVG                      | 341          | 5,05         |             |             |        |        |
| Bagnolet agir 2020                                       |                          |                          | 341          | 5,05         |             |             |        |        |
|                                                          | Geneviève Reimeringer    | LO                       | 86           | 1,27         |             |             |        |        |
| Lutte ouvrière - Faire entendre le camp des travailleurs |                          |                          | 86           | 1,27         |             |             |        |        |
|                                                          | Guillaume Thenoz         | POID                     | 67           | 0,99         |             |             |        |        |
| Défense et reconquête des services publics               |                          |                          | 67           | 0,99         |             |             |        |        |
|                                                          |                          |                          |              |              |             |             |        |        |
| Votes valides                                            | Votes valides            | Votes valides            | 6 741        | 96,42        | 6 265       | 94,28       |        |        |
| Votes blancs                                             | Votes blancs             | Votes blancs             | 250          | 3,58         | 380         | 5,72        |        |        |
| Votes nuls                                               | Votes nuls               | Votes nuls               | 0            | 0,00         | 0           | 0,00        |        |        |
| Total                                                    | Total                    | Total                    | 6 991        | 100          | 6 645       | 100         | 39     | 1      |
| Abstention                                               | Abstention               | Abstention               | 11 214       | 61,60        | 11 607      | 63,59       |        |        |
| Inscrits / participation                                 | Inscrits / participation | Inscrits / participation | 18 205       | 38,40        | 18 252      | 36,51       |        |        |

### Bobigny
- Maire sortant : Stéphane de Paoli (UDI) - Ne se représente pas
- 45 sièges à pourvoir au conseil municipal (population légale 2017 : 53 640 habitants)
- 1 siège à pourvoir au conseil de la métropole du Grand Paris
- Pour mémoire, 10 sièges à pourvoir au conseil de territoire (Établissement public territorial Est Ensemble)

| Tête de liste                                            | Tête de liste            | Liste                    | Premier tour | Premier tour | Second tour | Second tour | Sièges | Sièges |
| Tête de liste                                            | Tête de liste            | Liste                    | Voix         | %            | Voix        | %           | CM     | CMGP   |
| -------------------------------------------------------- | ------------------------ | ------------------------ | ------------ | ------------ | ----------- | ----------- | ------ | ------ |
|                                                          | Abdel Sadi               | PCF - G·s - GRS - PRG    | 2 886        | 37,65        | 4 646       | 55,27       | 35     | 1      |
| Pour Bobigny avec Abdel Sadi                             |                          |                          | 2 886        | 37,65        | 4 646       | 55,27       | 35     | 1      |
|                                                          | Fouad Ben Ahmed          | PS - DVG                 | 871          | 11,36        | 4 646       | 55,27       | 35     | 1      |
| Réinventons Bobigny                                      |                          |                          | 871          | 11,36        | 4 646       | 55,27       | 35     | 1      |
|                                                          | Christian Bartholmé      | UDI                      | 2 022        | 26,37        | 3 759       | 44,72       | 10     | 0      |
| Bobigny, ensemble                                        |                          |                          | 2 022        | 26,37        | 3 759       | 44,72       | 10     | 0      |
|                                                          | Faysa Bouterfass         | AC                       | 525          | 6,84         |             |             |        |        |
| Bobigny, c'est ma ville                                  |                          |                          | 525          | 6,84         |             |             |        |        |
|                                                          | Sylvain Léger            | LFI                      | 492          | 6,41         |             |             |        |        |
| Bobigny unie                                             |                          |                          | 492          | 6,41         |             |             |        |        |
|                                                          | Jean-Michel Jean-Romain  | SE - MoDem               | 432          | 5,63         |             |             |        |        |
| Changer Bobigny                                          |                          |                          | 432          | 5,63         |             |             |        |        |
|                                                          | Youssef Zaoui            | SE                       | 176          | 2,29         |             |             |        |        |
| En avant, Bobigny !                                      |                          |                          | 176          | 2,29         |             |             |        |        |
|                                                          | Habib Babindamana        | DVC                      | 144          | 1,87         |             |             |        |        |
| Transformons Bobigny                                     |                          |                          | 144          | 1,87         |             |             |        |        |
|                                                          | Rodolphe Feger           | LO                       | 117          | 1,52         |             |             |        |        |
| Lutte ouvrière - Faire entendre le camp des travailleurs |                          |                          | 117          | 1,52         |             |             |        |        |
|                                                          |                          |                          |              |              |             |             |        |        |
| Votes valides                                            | Votes valides            | Votes valides            | 7 665        | 95,92        | 8 405       | 96,13       |        |        |
| Votes blancs                                             | Votes blancs             | Votes blancs             | 144          | 1,80         | 209         | 2,39        |        |        |
| Votes nuls                                               | Votes nuls               | Votes nuls               | 182          | 2,28         | 129         | 1,48        |        |        |
| Total                                                    | Total                    | Total                    | 7 991        | 100          | 8 743       | 100         | 45     | 1      |
| Abstention                                               | Abstention               | Abstention               | 15 006       | 65,25        | 14 375      | 62,18       |        |        |
| Inscrits / participation                                 | Inscrits / participation | Inscrits / participation | 22 997       | 34,75        | 23 118      | 37,82       |        |        |

### Bondy
- Maire sortante : Sylvine Thomassin (PS)
- 45 sièges à pourvoir au conseil municipal (population légale 2017 : 53 353 habitants)
- 1 siège à pourvoir au conseil de la métropole du Grand Paris
- Pour mémoire, 11 sièges à pourvoir au conseil de territoire (Établissement public territorial Est Ensemble)

| Tête de liste                               | Tête de liste            | Liste                              | Premier tour | Premier tour | Second tour | Second tour | Sièges | Sièges |
| Tête de liste                               | Tête de liste            | Liste                              | Voix         | %            | Voix        | %           | CM     | CMGP   |
| ------------------------------------------- | ------------------------ | ---------------------------------- | ------------ | ------------ | ----------- | ----------- | ------ | ------ |
|                                             | Stephen Hervé            | LR - UDI - MoDem - MRSL - PCD - SL | 2 469        | 28,21        | 4 464       | 50,36       | 34     | 1      |
| Ensemble réussissons Bondy                  |                          |                                    | 2 469        | 28,21        | 4 464       | 50,36       | 34     | 1      |
|                                             | Laurent Cotte            | DVC - LREM - PRG                   | 1 133        | 12,94        | 4 464       | 50,36       | 34     | 1      |
| Liste citoyenne - Bien vivre à Bondy        |                          |                                    | 1 133        | 12,94        | 4 464       | 50,36       | 34     | 1      |
|                                             | Sylvine Thomassin        | PS - PCF - EÉLV - G·s              | 3 328        | 38,03        | 4 400       | 49,63       | 11     | 0      |
| Pour Bondy, la force d'une ville qui avance |                          |                                    | 3 328        | 38,03        | 4 400       | 49,63       | 11     | 0      |
|                                             | Sergio Coronado          | LFI                                | 699          | 7,98         |             |             |        |        |
| Bondy, l'avenir en commun                   |                          |                                    | 699          | 7,98         |             |             |        |        |
|                                             | Magid Tabouri            | DVG                                | 665          | 7,60         |             |             |        |        |
| #Changeons Bondy ensemble                   |                          |                                    | 665          | 7,60         |             |             |        |        |
|                                             | Hakim Kadri              | DVG                                | 456          | 5,21         |             |             |        |        |
| Bondy autrement                             |                          |                                    | 456          | 5,21         |             |             |        |        |
|                                             |                          |                                    |              |              |             |             |        |        |
| Votes valides                               | Votes valides            | Votes valides                      | 8 750        | 95,00        | 8 864       | 95,79       |        |        |
| Votes blancs                                | Votes blancs             | Votes blancs                       | 163          | 1,77         | 218         | 2,36        |        |        |
| Votes nuls                                  | Votes nuls               | Votes nuls                         | 298          | 3,24         | 172         | 1,86        |        |        |
| Total                                       | Total                    | Total                              | 9 211        | 100          | 9 254       | 100         | 45     | 1      |
| Abstention                                  | Abstention               | Abstention                         | 16 207       | 63,76        | 16 245      | 63,71       |        |        |
| Inscrits / participation                    | Inscrits / participation | Inscrits / participation           | 25 418       | 36,24        | 25 499      | 36,29       |        |        |

Après l'annulation du scrutin de 2020, une nouvelle élection est organisée les 23 et 30 janvier 2022 où la liste conduite Stephen Hervé l'emporte avec 61,39 % des voix.

### Clichy-sous-Bois
- Maire sortant : Olivier Klein (PS)
- 35 sièges à pourvoir au conseil municipal (population légale 2017 : 29 348 habitants)
- 1 siège à pourvoir au conseil de la métropole du Grand Paris
- Pour mémoire, 7 sièges à pourvoir au conseil de territoire (Établissement public territorial Grand Paris - Grand Est)

|                                                          | Olivier Klein            | DVG - LREM                  | 2 699  | 64,60 | 30 | 1 |  |  |
| Ensemble, allons plus loin                               |                          |                             | 2 699  | 64,60 | 30 | 1 |  |  |
|                                                          | Abdelali Méziane         | DVG - EÉLV - PRG - MDP - GÉ | 1 192  | 28,53 | 5  | 0 |  |  |
| Un maire pour tous, une équipe citoyenne pour chacun     |                          |                             | 1 192  | 28,53 | 5  | 0 |  |  |
|                                                          | Mohamed Dine             | MoDem - LR                  | 125    | 2,99  | 0  | 0 |  |  |
| Ensemble                                                 |                          |                             | 125    | 2,99  | 0  | 0 |  |  |
|                                                          | Sullivan Munoz           | LO                          | 83     | 1,98  | 0  | 0 |  |  |
| Lutte ouvrière - Faire entendre le camp des travailleurs |                          |                             | 83     | 1,98  | 0  | 0 |  |  |
|                                                          | Igor Vimenyoh            | SE                          | 79     | 1,89  | 0  | 0 |  |  |
| Parce que vos projets sont les nôtres                    |                          |                             | 79     | 1,89  | 0  | 0 |  |  |
|                                                          |                          |                             |        |       |    |   |  |  |
| Votes valides                                            | Votes valides            | Votes valides               | 4 178  | 96,87 |    |   |  |  |
| Votes blancs                                             | Votes blancs             | Votes blancs                | 73     | 1,69  |    |   |  |  |
| Votes nuls                                               | Votes nuls               | Votes nuls                  | 62     | 1,44  |    |   |  |  |
| Total                                                    | Total                    | Total                       | 4 313  | 100   | 35 | 1 |  |  |
| Abstention                                               | Abstention               | Abstention                  | 7 436  | 63,29 |    |   |  |  |
| Inscrits / participation                                 | Inscrits / participation | Inscrits / participation    | 11 749 | 36,71 |    |   |  |  |

### Coubron
- Maire sortant : Ludovic Toro (UDI)
- 27 sièges à pourvoir au conseil municipal (population légale 2017 : 4 833 habitants)
- 1 siège à pourvoir au conseil de la métropole du Grand Paris
- Pour mémoire, 1 siège à pourvoir au conseil de territoire (Établissement public territorial Grand Paris - Grand Est)

|                                                           | Ludovic Toro             | UDI                      | 1 320 | 84,50 | 25 | 1 |  |  |
| Tous ensemble pour Coubron !                              |                          |                          | 1 320 | 84,50 | 25 | 1 |  |  |
|                                                           | Jean-Claude Mathias      | PCF - DVG                | 242   | 15,49 | 2  | 0 |  |  |
| Union démocratique pour une ville écologique et solidaire |                          |                          | 242   | 15,49 | 2  | 0 |  |  |
|                                                           |                          |                          |       |       |    |   |  |  |
| Votes valides                                             | Votes valides            | Votes valides            | 1 562 | 97,87 |    |   |  |  |
| Votes blancs                                              | Votes blancs             | Votes blancs             | 21    | 1,32  |    |   |  |  |
| Votes nuls                                                | Votes nuls               | Votes nuls               | 13    | 0,81  |    |   |  |  |
| Total                                                     | Total                    | Total                    | 1 596 | 100   | 27 | 1 |  |  |
| Abstention                                                | Abstention               | Abstention               | 1 767 | 52,54 |    |   |  |  |
| Inscrits / participation                                  | Inscrits / participation | Inscrits / participation | 3 363 | 47,46 |    |   |  |  |

### Drancy
- Maire sortante : Aude Lagarde (UDI)
- 49 sièges à pourvoir au conseil municipal (population légale 2017 : 71 318 habitants)
- 1 siège à pourvoir au conseil de la métropole du Grand Paris
- Pour mémoire, 14 sièges à pourvoir au conseil de territoire (Établissement public territorial Paris Terres d'Envol)

| Tête de liste                                            | Tête de liste            | Liste                                   | Premier tour | Premier tour | Sièges | Sièges |
| Tête de liste                                            | Tête de liste            | Liste                                   | Voix         | %            | CM     | CC     |
| -------------------------------------------------------- | ------------------------ | --------------------------------------- | ------------ | ------------ | ------ | ------ |
|                                                          | Aude Lagarde             | UDI - LREM - LR - SL                    | 6 990        | 65,09        | 42     | 1      |
| Continuons ensemble Drancy                               |                          |                                         | 6 990        | 65,09        | 42     | 1      |
|                                                          | Carine Nilès             | PCF - PS - G·s - LFI - EÉLV - PRG - GRS | 2 390        | 22,25        | 5      | 0      |
| Ensemble, Drancy, pour toutes et tous                    |                          |                                         | 2 390        | 22,25        | 5      | 0      |
|                                                          | Hacène Chibane           | DVG                                     | 1 140        | 10,61        | 2      | 0      |
| Drancy autrement                                         |                          |                                         | 1 140        | 10,61        | 2      | 0      |
|                                                          | Didier Craffe            | LO                                      | 218          | 2,03         | 0      | 0      |
| Lutte ouvrière - Faire entendre le camp des travailleurs |                          |                                         | 218          | 2,03         | 0      | 0      |
|                                                          |                          |                                         |              |              |        |        |
| Votes valides                                            | Votes valides            | Votes valides                           | 10 738       | 94,81        |        |        |
| Votes blancs                                             | Votes blancs             | Votes blancs                            | 322          | 2,84         |        |        |
| Votes nuls                                               | Votes nuls               | Votes nuls                              | 266          | 2,35         |        |        |
| Total                                                    | Total                    | Total                                   | 11 326       | 100          | 49     | 1      |
| Abstention                                               | Abstention               | Abstention                              | 24 278       | 68,19        |        |        |
| Inscrits / participation                                 | Inscrits / participation | Inscrits / participation                | 35 604       | 31,81        |        |        |

### Dugny
- Maire sortant : André Veyssière (LR)
- 33 sièges à pourvoir au conseil municipal (population légale 2017 : 10 732 habitants)
- 1 siège à pourvoir au conseil de la métropole du Grand Paris
- 2 sièges à pourvoir au conseil de territoire (Établissement public territorial Paris Terres d'Envol

| Tête de liste                       | Tête de liste            | Liste                    | Premier tour | Premier tour | Second tour | Second tour | Sièges | Sièges |
| Tête de liste                       | Tête de liste            | Liste                    | Voix         | %            | Voix        | %           | CM     | CMGP   |
| ----------------------------------- | ------------------------ | ------------------------ | ------------ | ------------ | ----------- | ----------- | ------ | ------ |
|                                     | Quentin Gesell           | DVD                      | 593          | 24,42        | 852         | 27,54       | 21     | 1      |
| Dugny pour tous !                   |                          |                          | 593          | 24,42        | 852         | 27,54       | 21     | 1      |
|                                     | Faouzy Guellil           | PS - EÉLV - G·s - GRS    | 554          | 22,81        | 812         | 26,25       | 4      | 0      |
| Au cœur de Dugny                    |                          |                          | 554          | 22,81        | 812         | 26,25       | 4      | 0      |
|                                     | Frédéric Nicolas         | SE                       | 591          | 24,34        | 725         | 23,44       | 4      | 0      |
| Renouveau pour Dugny                |                          |                          | 591          | 24,34        | 725         | 23,44       | 4      | 0      |
|                                     | André Veyssière          | LR - SL                  | 556          | 22,89        | 704         | 22,76       | 4      | 0      |
| La force de l'expérience pour Dugny |                          |                          | 556          | 22,89        | 704         | 22,76       | 4      | 0      |
|                                     | Michel Delplace          | PCF                      | 134          | 5,51         |             |             |        |        |
| Uni-e-s pour l'avenir de Dugny      |                          |                          | 134          | 5,51         |             |             |        |        |
|                                     |                          |                          |              |              |             |             |        |        |
| Votes valides                       | Votes valides            | Votes valides            | 2 428        | 97,67        | 3 093       | 97,36       |        |        |
| Votes blancs                        | Votes blancs             | Votes blancs             | 22           | 0,88         | 42          | 0,78        |        |        |
| Votes nuls                          | Votes nuls               | Votes nuls               | 36           | 1,45         | 42          | 0,78        |        |        |
| Total                               | Total                    | Total                    | 2 486        | 100          | 3 177       | 100         | 33     | 1      |
| Abstention                          | Abstention               | Abstention               | 2 841        | 53,33        | 2 185       | 40,75       |        |        |
| Inscrits / participation            | Inscrits / participation | Inscrits / participation | 5 387        | 46,67        | 5 362       | 59,25       |        |        |

### Épinay-sur-Seine
- Maire sortant : Hervé Chevreau (UDI)
- 45 sièges à pourvoir au conseil municipal (population légale 2017 : 55 084 habitants)
- 1 siège à pourvoir au conseil de la métropole du Grand Paris
- Pour mémoire, 11 sièges à pourvoir au conseil de territoire (Établissement public territorial Plaine Commune)

|                                                        | Hervé Chevreau           | UDI - SL                  | 5 169  | 67,27 | 39 | 1 |  |  |
| Épinay au cœur                                         |                          |                           | 5 169  | 67,27 | 39 | 1 |  |  |
|                                                        | Salah Bourdi             | LREM - AC - PÉ            | 1 034  | 13,45 | 3  | 0 |  |  |
| Épinay-sur-Seine, une nouvelle dynamique               |                          |                           | 1 034  | 13,45 | 3  | 0 |  |  |
|                                                        | Pierre Tavares           | LFI - PCF - G·s - GRS     | 732    | 9,52  | 2  | 0 |  |  |
| Printemps spinassien                                   |                          |                           | 732    | 9,52  | 2  | 0 |  |  |
|                                                        | Madjid Challal           | EÉLV - PS - ND - PP - PRG | 616    | 8,01  | 1  | 0 |  |  |
| Épinay, en vert et pour tous                           |                          |                           | 616    | 8,01  | 1  | 0 |  |  |
|                                                        | Stéphane Berger          | POID                      | 132    | 1,71  | 0  | 0 |  |  |
| Défense du logement social, de la santé et de l'emploi |                          |                           | 132    | 1,71  | 0  | 0 |  |  |
|                                                        |                          |                           |        |       |    |   |  |  |
| Votes valides                                          | Votes valides            | Votes valides             | 7 683  | 96,54 |    |   |  |  |
| Votes blancs                                           | Votes blancs             | Votes blancs              | 63     | 0,79  |    |   |  |  |
| Votes nuls                                             | Votes nuls               | Votes nuls                | 212    | 2,66  |    |   |  |  |
| Total                                                  | Total                    | Total                     | 7 958  | 100   | 45 | 1 |  |  |
| Abstention                                             | Abstention               | Abstention                | 17 743 | 69,04 |    |   |  |  |
| Inscrits / participation                               | Inscrits / participation | Inscrits / participation  | 25 701 | 30,96 |    |   |  |  |

### Gagny
- Maire sortant : Rolin Cranoly (LR)
- 39 sièges à pourvoir au conseil municipal (population légale 2017 : 39 358 habitants)
- 1 siège à pourvoir au conseil de la métropole du Grand Paris
- Pour mémoire, 8 sièges à pourvoir au conseil de territoire (Établissement public territorial Grand Paris - Grand Est)

|                          | Rolin Cranoly            | LR - SL                                 | 4 452  | 58,51 | 31 | 1 |  |  |
| Gagny grandeur nature    |                          |                                         | 4 452  | 58,51 | 31 | 1 |  |  |
|                          | Guillaume Fournier       | DVD                                     | 1 875  | 24,64 | 5  | 0 |  |  |
| Ensemble pour Gagny      |                          |                                         | 1 875  | 24,64 | 5  | 0 |  |  |
|                          | Lydia Hornn              | PRG - EÉLV - GRS - LFI - PCF - PS - G·s | 1 281  | 16,83 | 3  | 0 |  |  |
| Gagny uni                |                          |                                         | 1 281  | 16,83 | 3  | 0 |  |  |
|                          |                          |                                         |        |       |    |   |  |  |
| Votes valides            | Votes valides            | Votes valides                           | 7 608  | 96,89 |    |   |  |  |
| Votes blancs             | Votes blancs             | Votes blancs                            | 91     | 1,16  |    |   |  |  |
| Votes nuls               | Votes nuls               | Votes nuls                              | 153    | 1,95  |    |   |  |  |
| Total                    | Total                    | Total                                   | 7 852  | 100   | 39 | 1 |  |  |
| Abstention               | Abstention               | Abstention                              | 13 967 | 64,01 |    |   |  |  |
| Inscrits / participation | Inscrits / participation | Inscrits / participation                | 21 819 | 35,99 |    |   |  |  |

### Gournay-sur-Marne
- Maire sortant : Éric Schlegel (SE)
- 29 sièges à pourvoir au conseil municipal (population légale 2017 : 6 869 habitants)
- 1 siège à pourvoir au conseil de la métropole du Grand Paris
- Pour mémoire, 1 siège à pourvoir au conseil de territoire (Établissement public territorial Grand Paris - Grand Est)

| Tête de liste                       | Tête de liste            | Liste                    | Premier tour | Premier tour | Second tour | Second tour | Sièges | Sièges |
| Tête de liste                       | Tête de liste            | Liste                    | Voix         | %            | Voix        | %           | CM     | CMGP   |
| ----------------------------------- | ------------------------ | ------------------------ | ------------ | ------------ | ----------- | ----------- | ------ | ------ |
|                                     | Éric Schlegel            | DVD                      | 976          | 45,84        | 1 179       | 50,55       | 22     | 1      |
| Gournay au cœur                     |                          |                          | 976          | 45,84        | 1 179       | 50,55       | 22     | 1      |
|                                     | Nicolas Sereno           | DVD                      | 904          | 42,46        | 993         | 42,58       | 6      | 0      |
| Priorité Gournay !                  |                          |                          | 904          | 42,46        | 993         | 42,58       | 6      | 0      |
|                                     | François Da Cunha        | DVG                      | 249          | 11,69        | 160         | 6,86        | 1      | 0      |
| Alternative écologique et solidaire |                          |                          | 249          | 11,69        | 160         | 6,86        | 1      | 0      |
|                                     |                          |                          |              |              |             |             |        |        |
| Votes valides                       | Votes valides            | Votes valides            | 2 129        | 98,11        | 2 332       | 98,44       |        |        |
| Votes blancs                        | Votes blancs             | Votes blancs             | 26           | 1,20         | 22          | 0,93        |        |        |
| Votes nuls                          | Votes nuls               | Votes nuls               | 15           | 0,69         | 15          | 0,63        |        |        |
| Total                               | Total                    | Total                    | 2 170        | 100          | 2 369       | 100         | 29     | 1      |
| Abstention                          | Abstention               | Abstention               | 2 635        | 54,54        | 2 437       | 50,71       |        |        |
| Inscrits / participation            | Inscrits / participation | Inscrits / participation | 4 805        | 45,16        | 4 806       | 49,29       |        |        |

### L'Île-Saint-Denis
- Maire sortant : Mohamed Gnabaly (app.. EELV)
- 29 sièges à pourvoir au conseil municipal (population légale 2017 : 7 981 habitants)
- 1 siège à pourvoir au conseil de la métropole du Grand Paris
- Pour mémoire, 1 siège à pourvoir au conseil de territoire (Établissement public territorial Plaine Commune)

| Tête de liste                                            | Tête de liste            | Liste                       | Premier tour | Premier tour | Second tour | Second tour | Sièges | Sièges |
| Tête de liste                                            | Tête de liste            | Liste                       | Voix         | %            | Voix        | %           | CM     | CMGP   |
| -------------------------------------------------------- | ------------------------ | --------------------------- | ------------ | ------------ | ----------- | ----------- | ------ | ------ |
|                                                          | Mohamed Gnabaly,         | DVG - EÉLV - LFI - PS - G·s | 688          | 37,69        | 1 005       | 45,93       | 22     | 1      |
| Ensemble, dans une Île vivante, écologique et solidaire  |                          |                             | 688          | 37,69        | 1 005       | 45,93       | 22     | 1      |
|                                                          | Henry Pémot              | DVG                         | 566          | 31,01        | 781         | 35,69       | 5      | 0      |
| Vous nous'Île, œuvrons pour une île dynamique et durable |                          |                             | 566          | 31,01        | 781         | 35,69       | 5      | 0      |
|                                                          | Mohamed-Jamil Abid       | DVG                         | 287          | 15,72        | 268         | 12,24       | 1      | 0      |
| Unîle                                                    |                          |                             | 287          | 15,72        | 268         | 12,24       | 1      | 0      |
|                                                          | Isabelle Mouréreau       | PCF - DVG                   | 216          | 11,83        | 134         | 6,12        | 1      | 0      |
| L'Île-Saint-Denis debout !                               |                          |                             | 216          | 11,83        | 134         | 6,12        | 1      | 0      |
|                                                          | Benoît Maranget          | LO                          | 68           | 3,72         |             |             |        |        |
| Lutte ouvrière - Faire entendre le camp des travailleurs |                          |                             | 68           | 3,72         |             |             |        |        |
|                                                          |                          |                             |              |              |             |             |        |        |
| Votes valides                                            | Votes valides            | Votes valides               | 1 825        | 97,33        | 2 188       | 98,20       |        |        |
| Votes blancs                                             | Votes blancs             | Votes blancs                | 28           | 1,49         | 22          | 0,99        |        |        |
| Votes nuls                                               | Votes nuls               | Votes nuls                  | 22           | 1,17         | 18          | 0,81        |        |        |
| Total                                                    | Total                    | Total                       | 1 875        | 100          | 2 228       | 100         | 29     | 1      |
| Abstention                                               | Abstention               | Abstention                  | 1 865        | 49,87        | 1 504       | 40,30       |        |        |
| Inscrits / participation                                 | Inscrits / participation | Inscrits / participation    | 3 740        | 50,13        | 3 732       | 59,70       |        |        |

### La Courneuve
- Maire sortant : Gilles Poux (PCF)
- 43 sièges à pourvoir au conseil municipal (population légale 2017 : 43 054 habitants)
- 1 siège à pourvoir au conseil de la métropole du Grand Paris
- Pour mémoire, 8 sièges à pourvoir au conseil de territoire (Établissement public territorial Plaine Commune)

|                                                          | Gilles Poux,             | PCF - PS - LFI - LRDG    | 2 548  | 64,42 | 37 | 1 |  |  |
| Vive La Courneuve !                                      |                          |                          | 2 548  | 64,42 | 37 | 1 |  |  |
|                                                          | Nabiha Rezkalla          | EÉLV - PRG - GRS - GÉ    | 556    | 14,05 | 3  | 0 |  |  |
| Ensemble, réinventons La Courneuve !                     |                          |                          | 556    | 14,05 | 3  | 0 |  |  |
|                                                          | Samir Kherouni           | UPR                      | 401    | 10,13 | 2  | 0 |  |  |
| Les Courneuviens d'abord                                 |                          |                          | 401    | 10,13 | 2  | 0 |  |  |
|                                                          | Amirdine Farouk          | SE                       | 312    | 7,88  | 1  | 0 |  |  |
| L'audace de l'espoir                                     |                          |                          | 312    | 7,88  | 1  | 0 |  |  |
|                                                          | Marlène Ley              | LO                       | 138    | 3,48  | 0  | 0 |  |  |
| Lutte ouvrière - Faire entendre le camp des travailleurs |                          |                          | 138    | 3,48  | 0  | 0 |  |  |
|                                                          |                          |                          |        |       |    |   |  |  |
| Votes valides                                            | Votes valides            | Votes valides            | 3 955  | 94,57 |    |   |  |  |
| Votes blancs                                             | Votes blancs             | Votes blancs             | 92     | 2,20  |    |   |  |  |
| Votes nuls                                               | Votes nuls               | Votes nuls               | 135    | 3,23  |    |   |  |  |
| Total                                                    | Total                    | Total                    | 4 182  | 100   | 43 | 1 |  |  |
| Abstention                                               | Abstention               | Abstention               | 11 417 | 73,19 |    |   |  |  |
| Inscrits / participation                                 | Inscrits / participation | Inscrits / participation | 15 599 | 26,81 |    |   |  |  |

### Le Blanc-Mesnil
- Maire sortant : Thierry Meignen (SL)
- 45 sièges à pourvoir au conseil municipal (population légale 2017 : 56 783 habitants)
- 1 siège à pourvoir au conseil de la métropole du Grand Paris
- Pour mémoire, 11 sièges à pourvoir au conseil de territoire (Établissement public territorial Paris Terres d'Envol)

|                                                          | Thierry Meignen,         | SL - LR - UDI - LREM       | 5 248  | 52,44 | 35 | 1 |  |  |
| J'aime mon maire, je le garde                            |                          |                            | 5 248  | 52,44 | 35 | 1 |  |  |
|                                                          | Didier Mignot            | PCF - LFI - PS - GRS - G·s | 4 182  | 41,79 | 10 | 0 |  |  |
| Le Blanc-Mesnil à venir                                  |                          |                            | 4 182  | 41,79 | 10 | 0 |  |  |
|                                                          | Sabrina Bousekkine       | DVG                        | 370    | 3,69  | 0  | 0 |  |  |
| Émergence Blanc-Mesnil                                   |                          |                            | 370    | 3,69  | 0  | 0 |  |  |
|                                                          | Serge Fournet            | LO                         | 207    | 2,06  | 0  | 0 |  |  |
| Lutte ouvrière - Faire entendre le camp des travailleurs |                          |                            | 207    | 2,06  | 0  | 0 |  |  |
|                                                          |                          |                            |        |       |    |   |  |  |
| Votes valides                                            | Votes valides            | Votes valides              | 10 007 | 96,65 |    |   |  |  |
| Votes blancs                                             | Votes blancs             | Votes blancs               | 146    | 1,41  |    |   |  |  |
| Votes nuls                                               | Votes nuls               | Votes nuls                 | 201    | 1,94  |    |   |  |  |
| Total                                                    | Total                    | Total                      | 10 354 | 100   | 45 | 1 |  |  |
| Abstention                                               | Abstention               | Abstention                 | 15 670 | 60,21 |    |   |  |  |
| Inscrits / participation                                 | Inscrits / participation | Inscrits / participation   | 26 024 | 39,79 |    |   |  |  |

### Le Bourget
- Maire sortant : Yannick Hoppe (UDI)
- 33 sièges à pourvoir au conseil municipal (population légale 2017 : 16 594 habitants)
- 1 siège à pourvoir au conseil de la métropole du Grand Paris
- Pour mémoire, 3 sièges à pourvoir au conseil de territoire (Établissement public territorial Paris Terres d'Envol)

| Tête de liste                                             | Tête de liste            | Liste                    | Premier tour | Premier tour | Second tour | Second tour | Sièges | Sièges |
| Tête de liste                                             | Tête de liste            | Liste                    | Voix         | %            | Voix        | %           | CM     | CMGP   |
| --------------------------------------------------------- | ------------------------ | ------------------------ | ------------ | ------------ | ----------- | ----------- | ------ | ------ |
|                                                           | Jean-Baptiste Borsali    | DVD                      | 919          | 40,55        | 1 430       | 51,23       | 25     | 1      |
| Le Bourget, c'est vous !                                  |                          |                          | 919          | 40,55        | 1 430       | 51,23       | 25     | 1      |
|                                                           | Yannick Hoppe            | UDI - SL                 | 1 087        | 47,96        | 1 361       | 48,76       | 8      | 0      |
| Une équipe qui agit pour Le Bourget                       |                          |                          | 1 087        | 47,96        | 1 361       | 48,76       | 8      | 0      |
|                                                           | Johnny Magamootoo        | LC                       | 194          | 8,56         | 1 361       | 48,76       | 8      | 0      |
| Un nouvel élan pour Le Bourget                            |                          |                          | 194          | 8,56         | 1 361       | 48,76       | 8      | 0      |
|                                                           | Yves-Didier Kotto        | SE                       | 66           | 2,91         |             |             |        |        |
| Ensemble pour un Bourget équitable et sans discrimination |                          |                          | 66           | 2,91         |             |             |        |        |
|                                                           |                          |                          |              |              |             |             |        |        |
| Votes valides                                             | Votes valides            | Votes valides            | 2 266        | 96,51        | 2 791       | 97,21       |        |        |
| Votes blancs                                              | Votes blancs             | Votes blancs             | 39           | 1,66         | 46          | 1,60        |        |        |
| Votes nuls                                                | Votes nuls               | Votes nuls               | 43           | 1,83         | 34          | 1,18        |        |        |
| Total                                                     | Total                    | Total                    | 2 348        | 100          | 2 871       | 100         | 33     | 1      |
| Abstention                                                | Abstention               | Abstention               | 3 758        | 61,55        | 3 240       | 53,02       |        |        |
| Inscrits / participation                                  | Inscrits / participation | Inscrits / participation | 6 106        | 38,45        | 6 111       | 46,98       |        |        |

### Le Pré-Saint-Gervais
- Maire sortant : Laurent Baron (PS)
- 33 sièges à pourvoir au conseil municipal (population légale 2017 : 17 950 habitants)
- 1 siège à pourvoir au conseil de la métropole du Grand Paris
- Pour mémoire, 3 sièges à pourvoir au conseil de territoire (Établissement public territorial Est Ensemble)

|                                                                 | Laurent Baron,           | PS - PCF - PRG - GÉ - AÉI | 1 807 | 50,19 | 26 | 1 |  |  |
| Le Pré au cœur, la gauche et les écologistes avec Laurent Baron |                          |                           | 1 807 | 50,19 | 26 | 1 |  |  |
|                                                                 | Grégoire Roger           | DVG                       | 708   | 19,66 | 3  | 0 |  |  |
| Alternative Gervaisienne                                        |                          |                           | 708   | 19,66 | 3  | 0 |  |  |
|                                                                 | Mariama Lescure          | DVG - EÉLV                | 370   | 10,27 | 2  | 0 |  |  |
| À gauche autrement                                              |                          |                           | 370   | 10,27 | 2  | 0 |  |  |
|                                                                 | Alexandre Saada          | LREM - MoDem - UDI        | 360   | 10,00 | 1  | 0 |  |  |
| Demain, le Pré !                                                |                          |                           | 360   | 10,00 | 1  | 0 |  |  |
|                                                                 | Delphine Debord          | LFI - GRS - LRDG          | 260   | 7,22  | 1  | 0 |  |  |
| La liste citoyenne du Pré Saint-Gervais                         |                          |                           | 260   | 7,22  | 1  | 0 |  |  |
|                                                                 | Patrice Zahn             | LO                        | 95    | 2,63  | 0  | 0 |  |  |
| Lutte ouvrière - Faire entendre le camp des travailleurs        |                          |                           | 95    | 2,63  | 0  | 0 |  |  |
|                                                                 |                          |                           |       |       |    |   |  |  |
| Votes valides                                                   | Votes valides            | Votes valides             | 3 600 | 95,21 |    |   |  |  |
| Votes blancs                                                    | Votes blancs             | Votes blancs              | 42    | 1,11  |    |   |  |  |
| Votes nuls                                                      | Votes nuls               | Votes nuls                | 139   | 3,68  |    |   |  |  |
| Total                                                           | Total                    | Total                     | 3 781 | 100   | 33 | 1 |  |  |
| Abstention                                                      | Abstention               | Abstention                | 5 213 | 57,96 |    |   |  |  |
| Inscrits / participation                                        | Inscrits / participation | Inscrits / participation  | 8 994 | 42,04 |    |   |  |  |

### Le Raincy
- Maire sortant : Jean-Michel Genestier (UDI)
- 33 sièges à pourvoir au conseil municipal (population légale 2017 : 14 648 habitants)
- 1 siège à pourvoir au conseil de la métropole du Grand Paris
- Pour mémoire, 3 sièges à pourvoir au conseil de territoire (Établissement public territorial Grand Paris - Grand Est)

| Tête de liste                           | Tête de liste            | Liste                    | Premier tour | Premier tour | Second tour | Second tour | Sièges | Sièges |
| Tête de liste                           | Tête de liste            | Liste                    | Voix         | %            | Voix        | %           | CM     | CMGP   |
| --------------------------------------- | ------------------------ | ------------------------ | ------------ | ------------ | ----------- | ----------- | ------ | ------ |
|                                         | Jean-Michel Genestier    | UDI                      | 1 343        | 35,57        | 1 882       | 50,33       | 25     | 1      |
| Réussir Le Raincy - majorité municipale |                          |                          | 1 343        | 35,57        | 1 882       | 50,33       | 25     | 1      |
|                                         | Claire Gizard            | DVD - SL                 | 718          | 19,01        | 1 353       | 36,18       | 6      | 0      |
| Tous pour Le Raincy                     |                          |                          | 718          | 19,01        | 1 353       | 36,18       | 6      | 0      |
|                                         | David Pereira            | LREM - Agir              | 681          | 18,03        | 1 353       | 36,18       | 6      | 0      |
| Partageons demain !                     |                          |                          | 681          | 18,03        | 1 353       | 36,18       | 6      | 0      |
|                                         | Pierre-Marie Salle       | LR                       | 573          | 15,17        | 504         | 13,47       | 2      | 0      |
| Union pour Le Raincy                    |                          |                          | 573          | 15,17        | 504         | 13,47       | 2      | 0      |
|                                         | Éric Raoult              | LR diss.                 | 460          | 12,18        | 504         | 13,47       | 2      | 0      |
| Pour l'amour du Raincy                  |                          |                          | 460          | 12,18        | 504         | 13,47       | 2      | 0      |
|                                         |                          |                          |              |              |             |             |        |        |
| Votes valides                           | Votes valides            | Votes valides            | 3 775        | 95,84        | 3 739       | 95,90       |        |        |
| Votes blancs                            | Votes blancs             | Votes blancs             | 73           | 1,85         | 98          | 2,51        |        |        |
| Votes nuls                              | Votes nuls               | Votes nuls               | 91           | 2,31         | 62          | 1,59        |        |        |
| Total                                   | Total                    | Total                    | 3 939        | 100          | 3 899       | 100         | 33     | 1      |
| Abstention                              | Abstention               | Abstention               | 6 257        | 61,37        | 6 300       | 61,77       |        |        |
| Inscrits / participation                | Inscrits / participation | Inscrits / participation | 10 196       | 38,63        | 10 199      | 38,23       |        |        |

### Les Lilas
- Maire sortant : Daniel Guiraud (PS) - Ne se représente pas
- 35 sièges à pourvoir au conseil municipal (population légale 2017 : 23 045 habitants)
- 1 siège à pourvoir au conseil de la métropole du Grand Paris
- Pour mémoire, 4 sièges à pourvoir au conseil de territoire (Établissement public territorial Est Ensemble)

| Tête de liste                                                    | Tête de liste            | Liste                      | Premier tour | Premier tour | Second tour | Second tour | Sièges | Sièges |
| Tête de liste                                                    | Tête de liste            | Liste                      | Voix         | %            | Voix        | %           | CM     | CMGP   |
| ---------------------------------------------------------------- | ------------------------ | -------------------------- | ------------ | ------------ | ----------- | ----------- | ------ | ------ |
|                                                                  | Lionel Benharous         | PS - PCF - G·s - PRG - GRS | 2 497        | 46,23        | 2 773       | 60,17       | 28     | 1      |
| Innovation, solidarité et concertation : ensemble pour Les Lilas |                          |                            | 2 497        | 46,23        | 2 773       | 60,17       | 28     | 1      |
|                                                                  | Sander Cisinski          | EÉLV                       | 1 015        | 18,79        | 2 773       | 60,17       | 28     | 1      |
| Les Lilas écologie                                               |                          |                            | 1 015        | 18,79        | 2 773       | 60,17       | 28     | 1      |
|                                                                  | Jimmy Vivante            | LREM - MRSL                | 1 076        | 19,92        | 1 026       | 22,26       | 4      | 0      |
| Ensemble, pour Les Lilas !                                       |                          |                            | 1 076        | 19,92        | 1 026       | 22,26       | 4      | 0      |
|                                                                  | Frédérique Sarre         | LFI - PA                   | 583          | 10,79        | 809         | 17,55       | 3      | 0      |
| Le printemps lilasien                                            |                          |                            | 583          | 10,79        | 809         | 17,55       | 3      | 0      |
|                                                                  | Pascal Dhennequin        | POID                       | 134          | 2,48         |             |             |        |        |
| Les Lilas 100% service public                                    |                          |                            | 134          | 2,48         |             |             |        |        |
|                                                                  | Christine Samson         | LO                         | 96           | 1,77         |             |             |        |        |
| Lutte ouvrière - Faire entendre le camp des travailleurs         |                          |                            | 96           | 1,77         |             |             |        |        |
|                                                                  |                          |                            |              |              |             |             |        |        |
| Votes valides                                                    | Votes valides            | Votes valides              | 5 401        | 95,83        | 4 608       | 96,60       |        |        |
| Votes blancs                                                     | Votes blancs             | Votes blancs               | 83           | 1,47         | 86          | 1,80        |        |        |
| Votes nuls                                                       | Votes nuls               | Votes nuls                 | 152          | 2,70         | 76          | 1,59        |        |        |
| Total                                                            | Total                    | Total                      | 5 636        | 100          | 4 770       | 100         | 35     | 1      |
| Abstention                                                       | Abstention               | Abstention                 | 8 813        | 60,99        | 9 677       | 66,98       |        |        |
| Inscrits / participation                                         | Inscrits / participation | Inscrits / participation   | 14 449       | 39,01        | 14 447      | 33,02       |        |        |

### Les Pavillons-sous-Bois
- Maire sortant : Katia Coppi (LR)
- 35 sièges à pourvoir au conseil municipal (population légale 2017 : 23 962 habitants)
- 1 siège à pourvoir au conseil de la métropole du Grand Paris
- Pour mémoire, 5 sièges à pourvoir au conseil de territoire (Établissement public territorial Grand Paris - Grand Est)

|                                                                             | Katia Coppi,             | LR - MoDem - UDI - SL    | 2 415  | 70,46 | 31 | 1 |  |  |
| Ensemble pour Pavillon                                                      |                          |                          | 2 415  | 70,46 | 31 | 1 |  |  |
|                                                                             | Bernard Deny             | DVG                      | 681    | 19,87 | 3  | 0 |  |  |
| Ensemble, Les Pavillons-sous-Bois, liste citoyenne, solidaire et écologiste |                          |                          | 681    | 19,87 | 3  | 0 |  |  |
|                                                                             | Laurent Violleau         | LREM - GÉ - AC           | 331    | 9,65  | 1  | 0 |  |  |
| #PavillonsPourVous                                                          |                          |                          | 331    | 9,65  | 1  | 0 |  |  |
|                                                                             |                          |                          |        |       |    |   |  |  |
| Votes valides                                                               | Votes valides            | Votes valides            | 3 427  | 96,64 |    |   |  |  |
| Votes blancs                                                                | Votes blancs             | Votes blancs             | 65     | 1,83  |    |   |  |  |
| Votes nuls                                                                  | Votes nuls               | Votes nuls               | 54     | 1,52  |    |   |  |  |
| Total                                                                       | Total                    | Total                    | 3 546  | 100   | 35 | 1 |  |  |
| Abstention                                                                  | Abstention               | Abstention               | 8 068  | 69,47 |    |   |  |  |
| Inscrits / participation                                                    | Inscrits / participation | Inscrits / participation | 11 614 | 30,53 |    |   |  |  |

### Livry-Gargan
- Maire sortant : Pierre-Yves Martin (LR)
- 43 sièges à pourvoir au conseil municipal (population légale 2017 : 44 437 habitants)
- 1 siège à pourvoir au conseil de la métropole du Grand Paris
- Pour mémoire, 9 sièges à pourvoir au conseil de territoire (Établissement public territorial Grand Paris - Grand Est)

|                                                          | Pierre-Yves Martin       | LR - UDI - LREM - SL     | 4 162  | 61,11 | 36 | 1 |  |  |
| Livry-Gargan au cœur de notre action !                   |                          |                          | 4 162  | 61,11 | 36 | 1 |  |  |
|                                                          | Laurent Trillaud         | DVG - PCF - LFI - EÉLV   | 1 485  | 21,80 | 4  | 0 |  |  |
| Liste citoyenne Livry-Gargan 2020                        |                          |                          | 1 485  | 21,80 | 4  | 0 |  |  |
|                                                          | Armen Papazian           | PS - PRG                 | 989    | 14,52 | 3  | 0 |  |  |
| Livry-Gargan passionnément                               |                          |                          | 989    | 14,52 | 3  | 0 |  |  |
|                                                          | Amal Aissaoui            | LO                       | 174    | 2,55  | 0  | 0 |  |  |
| Lutte ouvrière - Faire entendre le camp des travailleurs |                          |                          | 174    | 2,55  | 0  | 0 |  |  |
|                                                          |                          |                          |        |       |    |   |  |  |
| Votes valides                                            | Votes valides            | Votes valides            | 6 810  | 96,31 |    |   |  |  |
| Votes blancs                                             | Votes blancs             | Votes blancs             | 103    | 1,46  |    |   |  |  |
| Votes nuls                                               | Votes nuls               | Votes nuls               | 158    | 2,23  |    |   |  |  |
| Total                                                    | Total                    | Total                    | 7 071  | 100   | 43 | 1 |  |  |
| Abstention                                               | Abstention               | Abstention               | 15 255 | 68,33 |    |   |  |  |
| Inscrits / participation                                 | Inscrits / participation | Inscrits / participation | 22 326 | 31,67 |    |   |  |  |

### Montfermeil
- Maire sortant : Xavier Lemoine (PCD)
- 35 sièges à pourvoir au conseil municipal (population légale 2017 : 26 783 habitants)
- 1 siège à pourvoir au conseil de la métropole du Grand Paris
- Pour mémoire, 5 sièges à pourvoir au conseil de territoire (Établissement public territorial Grand Paris - Grand Est)

|                            | Xavier Lemoine,          | PCD - LR - SL                   | 2 617  | 58,82 | 29 | 1 |  |  |
| Tous unis pour Montfermeil |                          |                                 | 2 617  | 58,82 | 29 | 1 |  |  |
|                            | Dominique Dellac         | FG - PCF - PS - LFI - G·s - GRS | 1 399  | 31,44 | 5  | 0 |  |  |
| Montfermeil autrement      |                          |                                 | 1 399  | 31,44 | 5  | 0 |  |  |
|                            | Marie-Françoise Reygnaud | DVD                             | 433    | 9,73  | 1  | 0 |  |  |
| Montfermeil pour tous      |                          |                                 | 433    | 9,73  | 1  | 0 |  |  |
|                            |                          |                                 |        |       |    |   |  |  |
| Votes valides              | Votes valides            | Votes valides                   | 4 449  | 96,34 |    |   |  |  |
| Votes blancs               | Votes blancs             | Votes blancs                    | 72     | 1,56  |    |   |  |  |
| Votes nuls                 | Votes nuls               | Votes nuls                      | 97     | 2,10  |    |   |  |  |
| Total                      | Total                    | Total                           | 4 618  | 100   | 35 | 1 |  |  |
| Abstention                 | Abstention               | Abstention                      | 8 677  | 65,27 |    |   |  |  |
| Inscrits / participation   | Inscrits / participation | Inscrits / participation        | 13 295 | 34,73 |    |   |  |  |

### Montreuil
- Maire sortant : Patrice Bessac (PCF)
- 55 sièges à pourvoir au conseil municipal (population légale 2017 : 109 897 habitants)
- 2 sièges à pourvoir au conseil de la métropole du Grand Paris
- Pour mémoire, 21 sièges à pourvoir au conseil de territoire (Établissement public territorial Est Ensemble)

|                                                          | Patrice Bessac,          | PCF - PS - LFI - G.s - E! - GRS - GÉ | 9 912  | 51,34 | 46 | 2 |  |  |  |
| Montreuil est une chance                                 |                          |                                      | 9 912  | 51,34 | 46 | 2 |  |  |  |
|                                                          | Mireille Alphonse        | EÉLV - PP - PA - PRG - AÉI           | 3 108  | 16,10 | 5  | 0 |  |  |  |
| Montreuil, l’écologie aux responsabilités                |                          |                                      | 3 108  | 16,10 | 5  | 0 |  |  |  |
|                                                          | Murielle Mazé            | SL - LR - LREM - MoDem               | 1 541  | 7,98  | 2  | 0 |  |  |  |
| Montreuil libre                                          |                          |                                      | 1 541  | 7,98  | 2  | 0 |  |  |  |
|                                                          | Choukri Yonis            | DVG                                  | 1 351  | 6,99  | 2  | 0 |  |  |  |
| Montreuil 2020, la Ville en commun (Movico)              |                          |                                      | 1 351  | 6,99  | 2  | 0 |  |  |  |
|                                                          | Faïza Guidoum Bouziani   | DVG                                  | 868    | 4,49  | 0  | 0 |  |  |  |
| Montreuil citoyen-ne                                     |                          |                                      | 868    | 4,49  | 0  | 0 |  |  |  |
|                                                          | Mohammed Badi            | SE                                   | 867    | 4,49  | 0  | 0 |  |  |  |
| Montreuil c'est vous                                     |                          |                                      | 867    | 4,49  | 0  | 0 |  |  |  |
|                                                          | Julien Sojac             | NPA                                  | 659    | 3,41  | 0  | 0 |  |  |  |
| Montreuil rebelle au service des luttes populaires       |                          |                                      | 659    | 3,41  | 0  | 0 |  |  |  |
|                                                          | Manuel de Lavallée       | UPR                                  | 305    | 1,57  | 0  | 0 |  |  |  |
| Le temps des montreuillois                               |                          |                                      | 305    | 1,57  | 0  | 0 |  |  |  |
|                                                          | Aurélie Jochaud          | LO                                   | 249    | 1,28  | 0  | 0 |  |  |  |
| Lutte ouvrière - Faire entendre le camp des travailleurs |                          |                                      | 249    | 1,28  | 0  | 0 |  |  |  |
|                                                          | Nabil Ben Ghanem         | UDI - MRSL                           | 245    | 1,26  | 0  | 0 |  |  |  |
| Montreuil Union centriste                                |                          |                                      | 245    | 1,26  | 0  | 0 |  |  |  |
|                                                          | Christel Keiser          | POID                                 | 199    | 1,03  | 0  | 0 |  |  |  |
| Montreuil 100 % services publics                         |                          |                                      | 199    | 1,03  | 0  | 0 |  |  |  |
|                                                          |                          |                                      |        |       |    |   |  |  |  |
| Votes valides                                            | Votes valides            | Votes valides                        | 19 304 | 97,01 |    |   |  |  |  |
| Votes blancs                                             | Votes blancs             | Votes blancs                         | 243    | 1,22  |    |   |  |  |  |
| Votes nuls                                               | Votes nuls               | Votes nuls                           | 351    | 1,76  |    |   |  |  |  |
| Total                                                    | Total                    | Total                                | 19 898 | 100   | 55 | 2 |  |  |  |
| Abstention                                               | Abstention               | Abstention                           | 39 203 | 66,33 |    |   |  |  |  |
| Inscrits / participation                                 | Inscrits / participation | Inscrits / participation             | 59 101 | 33,67 |    |   |  |  |  |

### Neuilly-Plaisance
- Maire sortant : Christian Demuynck (LR)
- 35 sièges à pourvoir au conseil municipal (population légale 2017 : 21 150 habitants)
- 1 siège à pourvoir au conseil de la métropole du Grand Paris
- Pour mémoire, 4 sièges à pourvoir au conseil de territoire (Établissement public territorial Grand Paris - Grand Est)

|                                      | Christian Demuynck,      | LR                                | 3 445  | 75,94 | 31 | 1 |  |  |
| Agir ensemble pour Neuilly-Plaisance |                          |                                   | 3 445  | 75,94 | 31 | 1 |  |  |
|                                      | Marie-Christine Reynaud  | PS - EÉLV - PCF - GRS - G·s - PRG | 1 091  | 24,05 | 4  | 0 |  |  |
| Réinventons Neuilly-Plaisance        |                          |                                   | 1 091  | 24,05 | 4  | 0 |  |  |
|                                      |                          |                                   |        |       |    |   |  |  |
| Votes valides                        | Votes valides            | Votes valides                     | 4 536  | 97,03 |    |   |  |  |
| Votes blancs                         | Votes blancs             | Votes blancs                      | 62     | 1,33  |    |   |  |  |
| Votes nuls                           | Votes nuls               | Votes nuls                        | 77     | 1,65  |    |   |  |  |
| Total                                | Total                    | Total                             | 4 675  | 100   | 35 | 1 |  |  |
| Abstention                           | Abstention               | Abstention                        | 8 003  | 63,13 |    |   |  |  |
| Inscrits / participation             | Inscrits / participation | Inscrits / participation          | 12 678 | 36,87 |    |   |  |  |

### Neuilly-sur-Marne
- Maire sortant : Jacques Mahéas (DVG) - Ne se représente pas
- 39 sièges à pourvoir au conseil municipal (population légale 2017 : 34 993 habitants)
- 1 siège à pourvoir au conseil de la métropole du Grand Paris
- Pour mémoire, 7 sièges à pourvoir au conseil de territoire (Établissement public territorial Grand Paris - Grand Est)

| Tête de liste                                    | Tête de liste            | Liste                       | Premier tour | Premier tour | Second tour | Second tour | Sièges | Sièges |
| Tête de liste                                    | Tête de liste            | Liste                       | Voix         | %            | Voix        | %           | CM     | CMGP   |
| ------------------------------------------------ | ------------------------ | --------------------------- | ------------ | ------------ | ----------- | ----------- | ------ | ------ |
|                                                  | Zartoshte Bakhtiari      | DVD - LR - UDI - SL - Agir  | 1 566        | 25,27        | 3 167       | 50,03       | 30     | 1      |
| Envie de Neuilly                                 |                          |                             | 1 566        | 25,27        | 3 167       | 50,03       | 30     | 1      |
|                                                  | Joëlle Amozigh           | DVG                         | 1 421        | 22,92        | 3 167       | 50,03       | 30     | 1      |
| Neuilly demain - Vivre ensemble, partager demain |                          |                             | 1 421        | 22,92        | 3 167       | 50,03       | 30     | 1      |
|                                                  | Djénéba Diaby            | LREM                        | 534          | 8,61         | 3 167       | 50,03       | 30     | 1      |
| Un nouveau souffle, tous acteurs                 |                          |                             | 534          | 8,61         | 3 167       | 50,03       | 30     | 1      |
|                                                  | Yannick Trigance         | PS - EÉLV - PCF - PRG - G·s | 2 361        | 38,09        | 3 162       | 49,96       | 9      | 0      |
| Un élan renouvelé pour Neuilly-sur-Marne         |                          |                             | 2 361        | 38,09        | 3 162       | 49,96       | 9      | 0      |
|                                                  | Gérard Houri             | DVG                         | 316          | 5,09         |             |             |        |        |
| Neuilly, une autre ville                         |                          |                             | 316          | 5,09         |             |             |        |        |
|                                                  |                          |                             |              |              |             |             |        |        |
| Votes valides                                    | Votes valides            | Votes valides               | 6 198        | 94,71        | 6 329       | 96,43       |        |        |
| Votes blancs                                     | Votes blancs             | Votes blancs                | 137          | 2,09         | 130         | 1,98        |        |        |
| Votes nuls                                       | Votes nuls               | Votes nuls                  | 209          | 3,19         | 104         | 1,58        |        |        |
| Total                                            | Total                    | Total                       | 6 544        | 100          | 6 563       | 100         | 39     | 1      |
| Abstention                                       | Abstention               | Abstention                  | 12 312       | 65,29        | 12 350      | 65,30       |        |        |
| Inscrits / participation                         | Inscrits / participation | Inscrits / participation    | 18 856       | 34,71        | 18 913      | 34,70       |        |        |

### Noisy-le-Grand
- Maire sortant : Brigitte Marsigny (LR)
- 49 sièges à pourvoir au conseil municipal (population légale 2017 : 68 183 habitants)
- 1 siège à pourvoir au conseil de la métropole du Grand Paris
- Pour mémoire, 14 sièges à pourvoir au conseil de territoire (Établissement public territorial Grand Paris - Grand Est)

| Tête de liste                                              | Tête de liste            | Liste                                     | Premier tour | Premier tour | Second tour | Second tour | Sièges | Sièges |
| Tête de liste                                              | Tête de liste            | Liste                                     | Voix         | %            | Voix        | %           | CM     | CMGP   |
| ---------------------------------------------------------- | ------------------------ | ----------------------------------------- | ------------ | ------------ | ----------- | ----------- | ------ | ------ |
|                                                            | Brigitte Marsigny,       | LR - UDI - SL - Agir - AC                 | 4 804        | 35,96        | 5 444       | 42,89       | 35     | 1      |
| Brigitte Marsigny – Noisy Avenir                           |                          |                                           | 4 804        | 35,96        | 5 444       | 42,89       | 35     | 1      |
|                                                            | Emmanuel Constant        | PS - EÉLV - PCF - G·s - GDS - PRG - Cap21 | 2 975        | 22,27        | 4 128       | 32,52       | 8      | 0      |
| À Noisy, #Respirons                                        |                          |                                           | 2 975        | 22,27        | 4 128       | 32,52       | 8      | 0      |
|                                                            | Vincent Monnier          | MoDem - LREM - GÉ - NC - MEI              | 2 801        | 20,96        | 3 118       | 24,57       | 6      | 0      |
| Projet citoyen                                             |                          |                                           | 2 801        | 20,96        | 3 118       | 24,57       | 6      | 0      |
|                                                            | Michel Pajon             | DVG                                       | 1 039        | 7,77         |             |             |        |        |
| J'aime Noisy                                               |                          |                                           | 1 039        | 7,77         |             |             |        |        |
|                                                            | Fabrice Scrève           | LFI - PCF - FG - E! - NPA                 | 775          | 5,80         |             |             |        |        |
| Noisy solidaire - À gauche vraiment !                      |                          |                                           | 775          | 5,80         |             |             |        |        |
|                                                            | Michel Barbieri          | DVD                                       | 430          | 3,21         |             |             |        |        |
| 2020 l'harmonie à Noisy !                                  |                          |                                           | 430          | 3,21         |             |             |        |        |
|                                                            | Patrice Vella            | RN                                        | 412          | 3,08         |             |             |        |        |
| Rassemblement pour le réveil de Noisy-le-Grand             |                          |                                           | 412          | 3,08         |             |             |        |        |
|                                                            | Joëlle O'Brien           | POID                                      | 125          | 0,93         |             |             |        |        |
| Défense des services publics et de la démocratie communale |                          |                                           | 125          | 0,93         |             |             |        |        |
|                                                            |                          |                                           |              |              |             |             |        |        |
| Votes valides                                              | Votes valides            | Votes valides                             | 13 361       | 96,53        | 12 690      | 97,80       |        |        |
| Votes blancs                                               | Votes blancs             | Votes blancs                              | 123          | 0,89         | 169         | 1,30        |        |        |
| Votes nuls                                                 | Votes nuls               | Votes nuls                                | 357          | 2,58         | 117         | 0,90        |        |        |
| Total                                                      | Total                    | Total                                     | 13 841       | 100          | 12 976      | 100         | 49     | 1      |
| Abstention                                                 | Abstention               | Abstention                                | 23 880       | 63,31        | 24 843      | 65,69       |        |        |
| Inscrits / participation                                   | Inscrits / participation | Inscrits / participation                  | 37 721       | 36,69        | 37 819      | 34,31       |        |        |

### Noisy-le-Sec
- Maire sortant : Laurent Rivoire (UDI)
- 43 sièges à pourvoir au conseil municipal (population légale 2017 : 44 136 habitants)
- 1 siège à pourvoir au conseil de la métropole du Grand Paris
- Pour mémoire, 8 sièges à pourvoir au conseil de territoire (Établissement public territorial Est Ensemble)

| Tête de liste                                                                     | Tête de liste            | Liste                    | Premier tour | Premier tour | Second tour | Second tour | Sièges | Sièges |
| Tête de liste                                                                     | Tête de liste            | Liste                    | Voix         | %            | Voix        | %           | CM     | CMGP   |
| --------------------------------------------------------------------------------- | ------------------------ | ------------------------ | ------------ | ------------ | ----------- | ----------- | ------ | ------ |
|                                                                                   | Olivier Sarrabeyrouse    | PCF - E! - LRDG          | 2 425        | 32,85        | 4 503       | 53,67       | 34     | 1      |
| Votez Noisy - Votre liste de progrès social, écologique et solidaire              |                          |                          | 2 425        | 32,85        | 4 503       | 53,67       | 34     | 1      |
|                                                                                   | Anne Déo                 | EÉLV - LFI - G·s - PRG   | 934          | 12,65        | 4 503       | 53,67       | 34     | 1      |
| Écologie solidarités - Noisy en commun                                            |                          |                          | 934          | 12,65        | 4 503       | 53,67       | 34     | 1      |
|                                                                                   | Corinne Bord             | PS - GÉ - MDP            | 481          | 6,51         | 4 503       | 53,67       | 34     | 1      |
| Noisy enVie                                                                       |                          |                          | 481          | 6,51         | 4 503       | 53,67       | 34     | 1      |
|                                                                                   | Laurent Rivoire          | UDI - SL                 | 2 066        | 27,99        | 3 285       | 39,15       | 8      | 0      |
| 100 % Noisy                                                                       |                          |                          | 2 066        | 27,99        | 3 285       | 39,15       | 8      | 0      |
|                                                                                   | Jean-Paul Lefèbvre       | DVG                      | 852          | 11,54        | 602         | 7,17        | 1      | 0      |
| Agir pour Noisy                                                                   |                          |                          | 852          | 11,54        | 602         | 7,17        | 1      | 0      |
|                                                                                   | Alexandre Benhaïm        | DVD                      | 332          | 4,49         |             |             |        |        |
| Une énergie nouvelle pour Noisy                                                   |                          |                          | 332          | 4,49         |             |             |        |        |
|                                                                                   | Aïcha Bourak             | UPR                      | 130          | 1,76         |             |             |        |        |
| Bâtissons une démocratie à Noisy-le-Sec                                           |                          |                          | 130          | 1,76         |             |             |        |        |
|                                                                                   | Jean-Paul Burot          | LO                       | 97           | 1,31         |             |             |        |        |
| Lutte ouvrière - Faire entendre le camp des travailleurs                          |                          |                          | 97           | 1,31         |             |             |        |        |
|                                                                                   | Dominique Hurel          | POID                     | 63           | 0,85         |             |             |        |        |
| Liste d'unité ouvrière pour la défense des services publics et du logement social |                          |                          | 63           | 0,85         |             |             |        |        |
|                                                                                   |                          |                          |              |              |             |             |        |        |
| Votes valides                                                                     | Votes valides            | Votes valides            | 7 380        | 96,33        | 8 390       | 97,60       |        |        |
| Votes blancs                                                                      | Votes blancs             | Votes blancs             | 121          | 1,58         | 115         | 1,34        |        |        |
| Votes nuls                                                                        | Votes nuls               | Votes nuls               | 160          | 2,09         | 91          | 1,06        |        |        |
| Total                                                                             | Total                    | Total                    | 7 661        | 100          | 8 596       | 100         | 43     | 1      |
| Abstention                                                                        | Abstention               | Abstention               | 11 768       | 60,57        | 10 906      | 55,92       |        |        |
| Inscrits / participation                                                          | Inscrits / participation | Inscrits / participation | 19 429       | 39,43        | 19 502      | 44,08       |        |        |

### Pantin
- Maire sortant : Bertrand Kern (PS)
- 45 sièges à pourvoir au conseil municipal (population légale 2017 : 57 482 habitants)
- 1 siège à pourvoir au conseil de la métropole du Grand Paris
- Pour mémoire, 11 sièges à pourvoir au conseil de territoire (Établissement public territorial Est Ensemble)

|                                                          | Bertrand Kern            | PS - EÉLV - PRG - GRS - PP | 5 110  | 57,60 | 37 | 1 |  |  |
| La gauche et l'écologie pour Pantin                      |                          |                            | 5 110  | 57,60 | 37 | 1 |  |  |
|                                                          | Nadège Abomangoli        | LFI - G·s - PCF            | 1 669  | 18,81 | 4  | 0 |  |  |
| Pantin en commun : écologie - solidarité - démocratie    |                          |                            | 1 669  | 18,81 | 4  | 0 |  |  |
|                                                          | Geoffrey Carvalhinho,    | LR - UDI - LREM - SL       | 1 322  | 14,90 | 3  | 0 |  |  |
| En avant Pantin !                                        |                          |                            | 1 322  | 14,90 | 3  | 0 |  |  |
|                                                          | Olivier Enjalbert        | DVG                        | 499    | 5,62  | 1  | 0 |  |  |
| Nous sommes Pantin                                       |                          |                            | 499    | 5,62  | 1  | 0 |  |  |
|                                                          | Nathalie Arthaud         | LO                         | 271    | 3,05  | 0  | 0 |  |  |
| Lutte ouvrière - Faire entendre le camp des travailleurs |                          |                            | 271    | 3,05  | 0  | 0 |  |  |
|                                                          |                          |                            |        |       |    |   |  |  |
| Votes valides                                            | Votes valides            | Votes valides              | 8 871  | 96,42 |    |   |  |  |
| Votes blancs                                             | Votes blancs             | Votes blancs               | 105    | 1,14  |    |   |  |  |
| Votes nuls                                               | Votes nuls               | Votes nuls                 | 224    | 2,43  |    |   |  |  |
| Total                                                    | Total                    | Total                      | 9 200  | 100   | 45 | 1 |  |  |
| Abstention                                               | Abstention               | Abstention                 | 16 388 | 64,05 |    |   |  |  |
| Inscrits / participation                                 | Inscrits / participation | Inscrits / participation   | 25 588 | 35,95 |    |   |  |  |

### Pierrefitte-sur-Seine
- Maire sortant : Michel Fourcade (PS)
- 39 sièges à pourvoir au conseil municipal (population légale 2017 : 30 306 habitants)
- 1 siège à pourvoir au conseil de la métropole du Grand Paris
- Pour mémoire, 6 sièges à pourvoir au conseil de territoire (Établissement public territorial Plaine Commune)

| Tête de liste                                          | Tête de liste             | Liste                     | Premier tour | Premier tour | Second tour | Second tour | Sièges | Sièges |
| Tête de liste                                          | Tête de liste             | Liste                     | Voix         | %            | Voix        | %           | CM     | CMGP   |
| ------------------------------------------------------ | ------------------------- | ------------------------- | ------------ | ------------ | ----------- | ----------- | ------ | ------ |
|                                                        | Michel Fourcade           | PS - GRS - LRDG           | 1 753        | 47,35        | 1 851       | 51,87       | 30     | 1      |
| Pierrefitte au cœur                                    |                           |                           | 1 753        | 47,35        | 1 851       | 51,87       | 30     | 1      |
|                                                        | Dominique Carré           | EÉLV - AÉI                | 283          | 7,64         | 1 851       | 51,87       | 30     | 1      |
| 100% Pierrefitte écologique - solidaire - démocratique |                           |                           | 283          | 7,64         | 1 851       | 51,87       | 30     | 1      |
|                                                        | Farid Aïd                 | PCF - LFI - PRG - FG - PG | 882          | 23,82        | 1 316       | 36,88       | 7      | 0      |
| Pierrefitte debout et insoumise                        |                           |                           | 882          | 23,82        | 1 316       | 36,88       | 7      | 0      |
|                                                        | Fanny Younsi              | DVG                       | 391          | 10,56        | 1 316       | 36,88       | 7      | 0      |
| Rassemblés, nous pouvons changer Pierrefitte           |                           |                           | 391          | 10,56        | 1 316       | 36,88       | 7      | 0      |
|                                                        | Pascal Kouppé de K Martin | UDI - LR - LC             | 393          | 10,61        | 401         | 11,23       | 2      | 0      |
| Résistance ! Agissons pour Pierrefitte-sur-Seine       |                           |                           | 393          | 10,61        | 401         | 11,23       | 2      | 0      |
|                                                        |                           |                           |              |              |             |             |        |        |
| Votes valides                                          | Votes valides             | Votes valides             | 3 702        | 96,08        | 3 568       | 96,85       |        |        |
| Votes blancs                                           | Votes blancs              | Votes blancs              | 59           | 1,53         | 53          | 1,44        |        |        |
| Votes nuls                                             | Votes nuls                | Votes nuls                | 92           | 2,39         | 63          | 1,71        |        |        |
| Total                                                  | Total                     | Total                     | 3 853        | 100          | 3 684       | 100         | 39     | 1      |
| Abstention                                             | Abstention                | Abstention                | 7 591        | 66,33        | 7 823       | 67,98       |        |        |
| Inscrits / participation                               | Inscrits / participation  | Inscrits / participation  | 11 444       | 33,67        | 11 507      | 32,02       |        |        |

### Romainville
- Maire sortante : Corinne Valls (DVG) - Ne se représente pas
- 35 sièges à pourvoir au conseil municipal (population légale 2017 : 27 567 habitants)
- 1 siège à pourvoir au conseil de la métropole du Grand Paris
- Pour mémoire, 5 sièges à pourvoir au conseil de territoire (Établissement public territorial Est Ensemble)

| Tête de liste                                            | Tête de liste            | Liste                                          | Premier tour | Premier tour | Second tour | Second tour | Sièges | Sièges |
| Tête de liste                                            | Tête de liste            | Liste                                          | Voix         | %            | Voix        | %           | CM     | CMGP   |
| -------------------------------------------------------- | ------------------------ | ---------------------------------------------- | ------------ | ------------ | ----------- | ----------- | ------ | ------ |
|                                                          | François Dechy           | DVG                                            | 1 423        | 28,49        | 2 902       | 53,26       | 27     | 1      |
| Autrement Romainville                                    |                          |                                                | 1 423        | 28,49        | 2 902       | 53,26       | 27     | 1      |
|                                                          | Vincent Pruvost          | ÉCO - EÉLV - PCF - LFI - G·s - LRDG - ND - NPA | 1 304        | 26,11        | 2 902       | 53,26       | 27     | 1      |
| Romainville à vivre                                      |                          |                                                | 1 304        | 26,11        | 2 902       | 53,26       | 27     | 1      |
|                                                          | Philippe Guglielmi       | PS - LREM - PRG - GÉ - UDE                     | 1 646        | 32,96        | 2 546       | 46,73       | 8      | 0      |
| Unis pour Romainville                                    |                          |                                                | 1 646        | 32,96        | 2 546       | 46,73       | 8      | 0      |
|                                                          | Florian Favier-Wagenaar  | LR - SL                                        | 470          | 9,41         |             |             |        |        |
| Nouvel élan populaire                                    |                          |                                                | 470          | 9,41         |             |             |        |        |
|                                                          | Olivier Tripelon         | LO                                             | 150          | 3,00         |             |             |        |        |
| Lutte ouvrière - Faire entendre le camp des travailleurs |                          |                                                | 150          | 3,00         |             |             |        |        |
|                                                          |                          |                                                |              |              |             |             |        |        |
| Votes valides                                            | Votes valides            | Votes valides                                  | 4 993        | 96,33        | 5 448       | 97,18       |        |        |
| Votes blancs                                             | Votes blancs             | Votes blancs                                   | 80           | 1,54         | 93          | 1,66        |        |        |
| Votes nuls                                               | Votes nuls               | Votes nuls                                     | 110          | 2,12         | 65          | 1,16        |        |        |
| Total                                                    | Total                    | Total                                          | 5 183        | 100          | 5 606       | 100         | 35     | 1      |
| Abstention                                               | Abstention               | Abstention                                     | 10 103       | 66,09        | 9 732       | 63,45       |        |        |
| Inscrits / participation                                 | Inscrits / participation | Inscrits / participation                       | 15 286       | 33,91        | 15 338      | 36,55       |        |        |

### Rosny-sous-Bois
- Maire sortant : Claude Capillon (LR)
- 43 sièges à pourvoir au conseil municipal (population légale 2017 : 46 207 habitants)
- 1 siège à pourvoir au conseil de la métropole du Grand Paris
- Pour mémoire, 9 sièges à pourvoir au conseil de territoire (Établissement public territorial Grand Paris - Grand Est)

| Tête de liste                                 | Tête de liste            | Liste                    | Premier tour | Premier tour | Second tour | Second tour | Sièges | Sièges |
| Tête de liste                                 | Tête de liste            | Liste                    | Voix         | %            | Voix        | %           | CM     | CMGP   |
| --------------------------------------------- | ------------------------ | ------------------------ | ------------ | ------------ | ----------- | ----------- | ------ | ------ |
|                                               | Jean-Paul Fauconnet      | LR diss. - DVD           | 1 909        | 25,87        | 2 600       | 34,10       | 29     | 1      |
| Le Rosny que nous aimons !                    |                          |                          | 1 909        | 25,87        | 2 600       | 34,10       | 29     | 1      |
|                                               | Pierre-Olivier Carel     | MoDem - MRSL - PRG - NC  | 895          | 12,13        | 2 600       | 34,10       | 29     | 1      |
| En avant Rosny !                              |                          |                          | 895          | 12,13        | 2 600       | 34,10       | 29     | 1      |
|                                               | Claude Capillon          | LR - LREM - UDI - SL     | 2 004        | 27,16        | 2 554       | 33,50       | 7      | 0      |
| Capillon 2020                                 |                          |                          | 2 004        | 27,16        | 2 554       | 33,50       | 7      | 0      |
|                                               | Magalie Thibault         | PS - EÉLV - PCF - G·s    | 1 934        | 26,21        | 2 469       | 32,38       | 7      | 0      |
| Rosny écologie et solidaire                   |                          |                          | 1 934        | 26,21        | 2 469       | 32,38       | 7      | 0      |
|                                               | Nicolas Haas             | LFI                      | 481          | 6,52         |             |             |        |        |
| Décidons Rosny !                              |                          |                          | 481          | 6,52         |             |             |        |        |
|                                               | Sarah Mozdari            | UPR                      | 154          | 2,08         |             |             |        |        |
| Décidons ensemble l'avenir de Rosny-sous-Bois |                          |                          | 154          | 2,08         |             |             |        |        |
|                                               |                          |                          |              |              |             |             |        |        |
| Votes valides                                 | Votes valides            | Votes valides            | 7 377        | 97,13        | 7 623       | 97,52       |        |        |
| Votes blancs                                  | Votes blancs             | Votes blancs             | 218          | 2,87         | 194         | 2,48        |        |        |
| Votes nuls                                    | Votes nuls               | Votes nuls               | 0            | 0,00         | 0           | 0,00        |        |        |
| Total                                         | Total                    | Total                    | 7 595        | 100          | 7 817       | 100         | 43     | 1      |
| Abstention                                    | Abstention               | Abstention               | 15 648       | 67,32        | 15 489      | 66,46       |        |        |
| Inscrits / participation                      | Inscrits / participation | Inscrits / participation | 23 243       | 32,68        | 23 306      | 33,54       |        |        |

### Saint-Denis
- Maire sortant : Laurent Russier (PCF)
- 55 sièges à pourvoir au conseil municipal (population légale 2017 : 111 135 habitants)
- 3 sièges à pourvoir au conseil de la métropole du Grand Paris
- Pour mémoire, 22 sièges à pourvoir au conseil de territoire (Établissement public territorial Plaine Commune)

| Tête de liste                                            | Tête de liste            | Liste                           | Premier tour | Premier tour | Second tour | Second tour | Sièges | Sièges |  |
| Tête de liste                                            | Tête de liste            | Liste                           | Voix         | %            | Voix        | %           | CM     | CC     |  |
| -------------------------------------------------------- | ------------------------ | ------------------------------- | ------------ | ------------ | ----------- | ----------- | ------ | ------ |  |
|                                                          | Mathieu Hanotin          | PS - G·s - PRG - PA - AE        | 4 830        | 35,31        | 8 604       | 59,04       | 44     | 2      |  |
| Notre Saint-Denis, pour une ville équilibrée             |                          |                                 | 4 830        | 35,31        | 8 604       | 59,04       | 44     | 2      |  |
|                                                          | Laurent Russier,         | PCF - EÉLV - LRDG - GRS - PP    | 3 282        | 24,00        | 5 969       | 40,95       | 11     | 1      |  |
| Vivons Saint-Denis en grand                              |                          |                                 | 3 282        | 24,00        | 5 969       | 40,95       | 11     | 1      |  |
|                                                          | Bally Bagayoko,          | LFI - PG - E!                   | 2 468        | 18,04        | Retrait     | Retrait     | 0      | 0      |  |
| Saint-Denis en commun                                    |                          |                                 | 2 468        | 18,04        | Retrait     | Retrait     | 0      | 0      |  |
|                                                          | Alexandre Aïdara         | LREM - MRSL - MoDem - UDI - UDE | 1 340        | 9,79         |             |             |        |        |  |
| Changeons Saint-Denis !                                  |                          |                                 | 1 340        | 9,79         |             |             |        |        |  |
|                                                          | Houari Guermat           | UDI diss.                       | 609          | 4,45         |             |             |        |        |  |
| Saint-Denis autrement                                    |                          |                                 | 609          | 4,45         |             |             |        |        |  |
|                                                          | Fetta Mellas             | ÉCO                             | 363          | 2,65         |             |             |        |        |  |
| Saint-Denis éco citoyenne                                |                          |                                 | 363          | 2,65         |             |             |        |        |  |
|                                                          | Georges Sali             | PSG                             | 315          | 2,30         |             |             |        |        |  |
| Décidons le changement                                   |                          |                                 | 315          | 2,30         |             |             |        |        |  |
|                                                          | Cathy Billard            | NPA                             | 277          | 2,02         |             |             |        |        |  |
| Saint-Denis anticapitaliste                              |                          |                                 | 277          | 2,02         |             |             |        |        |  |
|                                                          | Philippe Julien          | LO                              | 191          | 1,39         |             |             |        |        |  |
| Lutte ouvrière - Faire entendre le camp des travailleurs |                          |                                 | 191          | 1,39         |             |             |        |        |  |
|                                                          |                          |                                 |              |              |             |             |        |        |  |
| Votes valides                                            | Votes valides            | Votes valides                   | 13 675       | 98,67        | 14 573      | 96,08       |        |        |  |
| Votes blancs                                             | Votes blancs             | Votes blancs                    | 262          | 0,56         | 371         | 2,45        |        |        |  |
| Votes nuls                                               | Votes nuls               | Votes nuls                      | 358          | 0,77         | 224         | 1,48        |        |        |  |
| Total                                                    | Total                    | Total                           | 14 295       | 100          | 15 168      | 100         | 55     | 3      |  |
| Abstention                                               | Abstention               | Abstention                      | 32 132       | 69,21        | 31 472      | 67,48       |        |        |  |
| Inscrits / participation                                 | Inscrits / participation | Inscrits / participation        | 46 427       | 30,79        | 46 640      | 32,52       |        |        |  |

### Saint-Ouen-sur-Seine
- Maire sortant : William Delannoy (UDI)
- 45 sièges à pourvoir au conseil municipal (population légale 2017 : 51 108 habitants)
- 1 siège à pourvoir au conseil de la métropole du Grand Paris
- Pour mémoire, 9 sièges à pourvoir au conseil de territoire (Établissement public territorial Plaine Commune)

|                                                          |                          |                          |              |              |             |             |        |        |
| Tête de liste                                            | Tête de liste            | Liste                    | Premier tour | Premier tour | Second tour | Second tour | Sièges | Sièges |
| Tête de liste                                            | Tête de liste            | Liste                    | Voix         | %            | Voix        | %           | CM     | CMGP   |
|                                                          | Karim Bouamrane          | PS - EÉLV - PRG - GÉ     | 2 669        | 24,34        | 4 467       | 38,08       | 32     | 1      |
| Réinventons Saint-Ouen                                   |                          |                          | 2 669        | 24,34        | 4 467       | 38,08       | 32     | 1      |
|                                                          | William Delannoy,        | UDI - SL                 | 2 812        | 25,65        | 3 815       | 32,52       | 7      | 0      |
| Saint-Ouen-sur-Seine, une vision commune !               |                          |                          | 2 812        | 25,65        | 3 815       | 32,52       | 7      | 0      |
|                                                          | Denis Vemclefs           | PCF - G·s - GRS - LRDG   | 2 059        | 18,78        | 3 447       | 29,38       | 6      | 0      |
| À gauche ! Pour une ville solidaire et écologique        |                          |                          | 2 059        | 18,78        | 3 447       | 29,38       | 6      | 0      |
|                                                          | Jacqueline Rouillon      | E!                       | 1 167        | 10,64        | 3 447       | 29,38       | 6      | 0      |
| Le mouvement Audonien                                    |                          |                          | 1 167        | 10,64        | 3 447       | 29,38       | 6      | 0      |
|                                                          | Julien Balesi            | LREM                     | 649          | 5,92         |             |             |        |        |
| Saint-Ouen, ensemble !                                   |                          |                          | 649          | 5,92         |             |             |        |        |
|                                                          | Laurie Lefèvre-Santolini | LFI - GDS                | 414          | 3,77         |             |             |        |        |
| Saint-Ouen debout !                                      |                          |                          | 414          | 3,77         |             |             |        |        |
|                                                          | Cyrille Plomb            | Agir                     | 371          | 3,38         |             |             |        |        |
| Objectifs Audoniens                                      |                          |                          | 371          | 3,38         |             |             |        |        |
|                                                          | Oualid Hathroubi         | DVG                      | 355          | 3,23         |             |             |        |        |
| Nous, Saint-Ouen !                                       |                          |                          | 355          | 3,23         |             |             |        |        |
|                                                          | Tiziana Zumbo-Vital      | DVG                      | 232          | 2,11         |             |             |        |        |
| Saint-Ouen, aux actes citoyens !                         |                          |                          | 232          | 2,11         |             |             |        |        |
|                                                          | Alain Aubry              | LO                       | 121          | 1,10         |             |             |        |        |
| Lutte ouvrière - Faire entendre le camp des travailleurs |                          |                          | 121          | 1,10         |             |             |        |        |
|                                                          | Majdi Jeljeli            | SE                       | 112          | 1,02         |             |             |        |        |
| Tous Saint-Ouen                                          |                          |                          | 112          | 1,02         |             |             |        |        |
|                                                          |                          |                          |              |              |             |             |        |        |
| Votes valides                                            | Votes valides            | Votes valides            | 10 961       | 97,93        | 11 729      | 98,37       |        |        |
| Votes blancs                                             | Votes blancs             | Votes blancs             | 116          | 1,04         | 113         | 0,95        |        |        |
| Votes nuls                                               | Votes nuls               | Votes nuls               | 116          | 1,04         | 81          | 0,68        |        |        |
| Total                                                    | Total                    | Total                    | 11 193       | 100          | 11 923      | 100         | 45     | 1      |
| Abstention                                               | Abstention               | Abstention               | 13 754       | 55,13        | 13 093      | 52,34       |        |        |
| Inscrits / participation                                 | Inscrits / participation | Inscrits / participation | 24 947       | 44,87        | 25 016      | 47,66       |        |        |

### Sevran
- Maire sortant : Stéphane Blanchet (DVG)
- 45 sièges à pourvoir au conseil municipal (population légale 2017 : 51 016 habitants)
- 1 siège à pourvoir au conseil de la métropole du Grand Paris
- Pour mémoire, 10 sièges à pourvoir au conseil de territoire (Établissement public territorial Paris Terres d'Envol)

| Tête de liste                                                      | Tête de liste            | Liste                                        | Premier tour | Premier tour | Second tour | Second tour | Sièges | Sièges |
| Tête de liste                                                      | Tête de liste            | Liste                                        | Voix         | %            | Voix        | %           | CM     | CMGP   |
| ------------------------------------------------------------------ | ------------------------ | -------------------------------------------- | ------------ | ------------ | ----------- | ----------- | ------ | ------ |
|                                                                    | Stéphane Blanchet        | DVG - PS - EÉLV - PCF - LFI - G·s - PRG - FG | 2 675        | 45,37        | 2 737       | 49,96       | 34     | 1      |
| Pour Sevran la gauche rassemblée écologique solidaire et citoyenne |                          |                                              | 2 675        | 45,37        | 2 737       | 49,96       | 34     | 1      |
|                                                                    | Philippe Geffroy         | CNIP - DVD                                   | 1 745        | 29,60        | 1 587       | 28,97       | 6      | 0      |
| Aimer Sevran                                                       |                          |                                              | 1 745        | 29,60        | 1 587       | 28,97       | 6      | 0      |
|                                                                    | Arnaud Libert            | SE                                           | 731          | 12,40        | 1 154       | 21,06       | 5      | 0      |
| Vers une nouvelle dynamique                                        |                          |                                              | 731          | 12,40        | 1 154       | 21,06       | 5      | 0      |
|                                                                    | Sullivan Jous            | SE                                           | 579          | 9,82         | 1 154       | 21,06       | 5      | 0      |
| Le renouveau à portée de main                                      |                          |                                              | 579          | 9,82         | 1 154       | 21,06       | 5      | 0      |
|                                                                    | Monji Boubaker           | SE                                           | 165          | 2,79         |             |             |        |        |
| Rassemblement Sevranais                                            |                          |                                              | 165          | 2,79         |             |             |        |        |
|                                                                    |                          |                                              |              |              |             |             |        |        |
| Votes valides                                                      | Votes valides            | Votes valides                                | 5 895        | 94,05        | 5 478       | 96,09       |        |        |
| Votes blancs                                                       | Votes blancs             | Votes blancs                                 | 144          | 2,30         | 113         | 1,98        |        |        |
| Votes nuls                                                         | Votes nuls               | Votes nuls                                   | 229          | 3,65         | 110         | 1,93        |        |        |
| Total                                                              | Total                    | Total                                        | 6 268        | 100          | 5 701       | 100         | 45     | 1      |
| Abstention                                                         | Abstention               | Abstention                                   | 16 178       | 72,08        | 16 859      | 74,73       |        |        |
| Inscrits / participation                                           | Inscrits / participation | Inscrits / participation                     | 22 446       | 27,92        | 22 560      | 25,27       |        |        |

### Stains
- Maire sortant : Azzédine Taïbi (PCF)
- 39 sièges à pourvoir au conseil municipal (population légale 2017 : 38 720 habitants)
- 1 siège à pourvoir au conseil de la métropole du Grand Paris
- Pour mémoire, 7 sièges à pourvoir au conseil de territoire (Établissement public territorial Plaine Commune)

| Tête de liste                                      | Tête de liste            | Liste                             | Premier tour | Premier tour | Sièges | Sièges |
| Tête de liste                                      | Tête de liste            | Liste                             | Voix         | %            | CM     | CMGP   |
| -------------------------------------------------- | ------------------------ | --------------------------------- | ------------ | ------------ | ------ | ------ |
|                                                    | Azzédine Taïbi,          | PCF - PS - LFI - EÉLV - G·s - PRG | 2 749        | 57,88        | 31     | 1      |
| Stains en commun                                   |                          |                                   | 2 749        | 57,88        | 31     | 1      |
|                                                    | Julien Mugerin           | DVD - LR - UDI - SL - LC - LGM    | 1 434        | 30,19        | 6      | 0      |
| Ensemble aimons Stains                             |                          |                                   | 1 434        | 30,19        | 6      | 0      |
|                                                    | Christopher Dibathia     | SE                                | 301          | 6,33         | 1      | 0      |
| Ensemble changeons notre avenir                    |                          |                                   | 301          | 6,33         | 1      | 0      |
|                                                    | Hamza Rabehi             | LREM - AC                         | 265          | 5,58         | 1      | 0      |
| Agir plutôt que subir ! Rester plutôt que partir ! |                          |                                   | 265          | 5,58         | 1      | 0      |
|                                                    |                          |                                   |              |              |        |        |
| Votes valides                                      | Votes valides            | Votes valides                     | 4 749        | 94,49        |        |        |
| Votes blancs                                       | Votes blancs             | Votes blancs                      | 277          | 5,51         |        |        |
| Votes nuls                                         | Votes nuls               | Votes nuls                        | 0            | 0,00         |        |        |
| Total                                              | Total                    | Total                             | 5 026        | 100          | 39     | 1      |
| Abstention                                         | Abstention               | Abstention                        | 11 970       | 70,43        |        |        |
| Inscrits / participation                           | Inscrits / participation | Inscrits / participation          | 16 996       | 29,57        |        |        |

### Tremblay-en-France
- Maire sortant : François Asensi (E!)
- 39 sièges à pourvoir au conseil municipal (population légale 2017 : 36 180 habitants)
- 1 siège à pourvoir au conseil de la métropole du Grand Paris
- Pour mémoire, 7 sièges à pourvoir au conseil de territoire (Établissement public territorial Paris Terres d'Envol)

|                          | François Asensi          | FG - PCF - LFI - PS - EÉLV - G·s | 4 728  | 75,27 | 35 | 1 |  |  |
| Tremblay ensemble        |                          |                                  | 4 728  | 75,27 | 35 | 1 |  |  |
|                          | Emmanuel Naud            | LR - SL                          | 1 553  | 24,72 | 4  | 0 |  |  |
| Tremblay 2020            |                          |                                  | 1 553  | 24,72 | 4  | 0 |  |  |
|                          |                          |                                  |        |       |    |   |  |  |
| Votes valides            | Votes valides            | Votes valides                    | 6 281  | 95,59 |    |   |  |  |
| Votes blancs             | Votes blancs             | Votes blancs                     | 164    | 2,50  |    |   |  |  |
| Votes nuls               | Votes nuls               | Votes nuls                       | 126    | 1,92  |    |   |  |  |
| Total                    | Total                    | Total                            | 6 571  | 100   | 39 | 1 |  |  |
| Abstention               | Abstention               | Abstention                       | 14 209 | 68,38 |    |   |  |  |
| Inscrits / participation | Inscrits / participation | Inscrits / participation         | 20 780 | 31,62 |    |   |  |  |

### Vaujours
- Maire sortant : Dominique Bailly (LR)
- 29 sièges à pourvoir au conseil municipal (population légale 2017 : 7 030 habitants)
- 1 siège à pourvoir au conseil de la métropole du Grand Paris
- Pour mémoire, 1 siège à pourvoir au conseil de territoire (Établissement public territorial Grand Paris - Grand Est)

|                                | Dominique Bailly         | LR - UDI - MoDem - SL    | 995   | 71,17 | 25 | 1 |  |  |
| Vaujours Cap 2020              |                          |                          | 995   | 71,17 | 25 | 1 |  |  |
|                                | Daniel Borgeot           | SE                       | 403   | 28,82 | 4  | 0 |  |  |
| Vivons Vaujours - Horizon 2020 |                          |                          | 403   | 28,82 | 4  | 0 |  |  |
|                                |                          |                          |       |       |    |   |  |  |
| Votes valides                  | Votes valides            | Votes valides            | 1 398 | 94,33 |    |   |  |  |
| Votes blancs                   | Votes blancs             | Votes blancs             | 49    | 3,31  |    |   |  |  |
| Votes nuls                     | Votes nuls               | Votes nuls               | 35    | 2,36  |    |   |  |  |
| Total                          | Total                    | Total                    | 1 482 | 100   | 29 | 1 |  |  |
| Abstention                     | Abstention               | Abstention               | 2 483 | 62,62 |    |   |  |  |
| Inscrits / participation       | Inscrits / participation | Inscrits / participation | 3 965 | 37,38 |    |   |  |  |

### Villemomble
- Maire sortant : Pierre-Étienne Mage (LR) - Ne se représente pas
- 35 sièges à pourvoir au conseil municipal (population légale 2017 : 29 964 habitants)
- 1 siège à pourvoir au conseil de la métropole du Grand Paris
- Pour mémoire, 6 sièges à pourvoir au conseil de territoire (Établissement public territorial Grand Paris - Grand Est)

| Tête de liste                                             | Tête de liste            | Liste                                   | Premier tour | Premier tour | Second tour | Second tour | Sièges | Sièges |
| Tête de liste                                             | Tête de liste            | Liste                                   | Voix         | %            | Voix        | %           | CM     | CMGP   |
| --------------------------------------------------------- | ------------------------ | --------------------------------------- | ------------ | ------------ | ----------- | ----------- | ------ | ------ |
|                                                           | Jean-Michel Bluteau      | DVD - LREM - UDI - Agir                 | 2 672        | 39,69        | 3 175       | 44,83       | 26     | 1      |
| Réussir Villemomble ensemble                              |                          |                                         | 2 672        | 39,69        | 3 175       | 44,83       | 26     | 1      |
|                                                           | Patrice Calméjane        | LR - SL                                 | 2 323        | 34,51        | 2 480       | 35,02       | 6      | 0      |
| Liste d'union pour l'avenir de Villemomble                |                          |                                         | 2 323        | 34,51        | 2 480       | 35,02       | 6      | 0      |
|                                                           | Jean-Marc Minetto        | PS - EÉLV - PCF - PP - GRS - G·s - LRDG | 1 736        | 25,79        | 1 426       | 20,13       | 3      | 0      |
| La liste de rassemblement de la gauche et des écologistes |                          |                                         | 1 736        | 25,79        | 1 426       | 20,13       | 3      | 0      |
|                                                           |                          |                                         |              |              |             |             |        |        |
| Votes valides                                             | Votes valides            | Votes valides                           | 6 731        | 97,48        | 7 081       | 97,76       |        |        |
| Votes blancs                                              | Votes blancs             | Votes blancs                            | 91           | 1,32         | 74          | 1,02        |        |        |
| Votes nuls                                                | Votes nuls               | Votes nuls                              | 83           | 1,20         | 88          | 1,21        |        |        |
| Total                                                     | Total                    | Total                                   | 6 905        | 100          | 7 243       | 100         | 35     | 1      |
| Abstention                                                | Abstention               | Abstention                              | 8 971        | 56,51        | 8 639       | 54,39       |        |        |
| Inscrits / participation                                  | Inscrits / participation | Inscrits / participation                | 15 876       | 43,49        | 15 882      | 45,61       |        |        |

### Villepinte
- Maire sortante : Martine Valleton (LR)
- 39 sièges à pourvoir au conseil municipal (population légale 2017 : 36 830 habitants)
- 1 siège à pourvoir au conseil de la métropole du Grand Paris
- Pour mémoire, 7 sièges à pourvoir au conseil de territoire (Établissement public territorial Paris Terres d'Envol)

| Tête de liste                                            | Tête de liste            | Liste                             | Premier tour | Premier tour | Second tour | Second tour | Sièges | Sièges |
| Tête de liste                                            | Tête de liste            | Liste                             | Voix         | %            | Voix        | %           | CM     | CMGP   |
| -------------------------------------------------------- | ------------------------ | --------------------------------- | ------------ | ------------ | ----------- | ----------- | ------ | ------ |
|                                                          | Martine Valleton         | LR - UDI - MoDem - SL - PR        | 1 604        | 27,86        | 2 788       | 43,34       | 28     | 1      |
| Villepinte avenir                                        |                          |                                   | 1 604        | 27,86        | 2 788       | 43,34       | 28     | 1      |
|                                                          | Mélissa Youssouf         | DVG                               | 955          | 16,58        | 1 861       | 28,93       | 6      | 0      |
| Du dynamisme et du renouveau pour Villepinte             |                          |                                   | 955          | 16,58        | 1 861       | 28,93       | 6      | 0      |
|                                                          | Gérard Kouassi           | FG - PCF - PRG - EÉLV - LFI - G·s | 654          | 11,36        | 1 861       | 28,93       | 6      | 0      |
| Villepinte écologique et citoyenne avec Gérard Kouassi   |                          |                                   | 654          | 11,36        | 1 861       | 28,93       | 6      | 0      |
|                                                          | Daniel Laurent           | LR diss.                          | 495          | 8,59         | 1 861       | 28,93       | 6      | 0      |
| Agir dans le bon sens                                    |                          |                                   | 495          | 8,59         | 1 861       | 28,93       | 6      | 0      |
|                                                          | Fabrice Scagni           | LREM - AC - GÉ                    | 324          | 5,62         | 1 861       | 28,93       | 6      | 0      |
| Envie de Villepinte                                      |                          |                                   | 324          | 5,62         | 1 861       | 28,93       | 6      | 0      |
|                                                          | Nelly Roland-Iriberry    | DVG                               | 1 434        | 24,90        | 1 783       | 27,72       | 5      | 0      |
| La volonté d'agir                                        |                          |                                   | 1 434        | 24,90        | 1 783       | 27,72       | 5      | 0      |
|                                                          | Alain Mondino            | EXD                               | 124          | 2,15         |             |             |        |        |
| Villepinte ville française                               |                          |                                   | 124          | 2,15         |             |             |        |        |
|                                                          | Brahim Kechkeche         | PS                                | 99           | 1,71         |             |             |        |        |
| Le réveil de Villepinte                                  |                          |                                   | 99           | 1,71         |             |             |        |        |
|                                                          | Germano Esteves          | LO                                | 68           | 1,18         |             |             |        |        |
| Lutte ouvrière - Faire entendre le camp des travailleurs |                          |                                   | 68           | 1,18         |             |             |        |        |
|                                                          |                          |                                   |              |              |             |             |        |        |
| Votes valides                                            | Votes valides            | Votes valides                     | 5 757        | 95,66        | 6 432       | 96,93       |        |        |
| Votes blancs                                             | Votes blancs             | Votes blancs                      | 87           | 1,45         | 103         | 1,55        |        |        |
| Votes nuls                                               | Votes nuls               | Votes nuls                        | 174          | 2,89         | 101         | 1,52        |        |        |
| Total                                                    | Total                    | Total                             | 6 018        | 100          | 6 636       | 100         | 39     | 1      |
| Abstention                                               | Abstention               | Abstention                        | 13 071       | 68,47        | 12 527      | 65,37       |        |        |
| Inscrits / participation                                 | Inscrits / participation | Inscrits / participation          | 19 089       | 31,53        | 19 163      | 34,63       |        |        |

### Villetaneuse
- Maire sortante : Carinne Juste (PCF)
- 33 sièges à pourvoir au conseil municipal (population légale 2017 : 16 646 habitants)
- 1 siège à pourvoir au conseil de la métropole du Grand Paris
- 2 sièges à pourvoir au conseil de territoire (Établissement public territorial Plaine Commune)

|                                                                         | Dieunor Excellent        | DVG - LFI - PS - G·s - PRG | 1 214 | 50,33 | 25 | 1 |  |  |
| Villetaneuse autrement                                                  |                          |                            | 1 214 | 50,33 | 25 | 1 |  |  |
|                                                                         | Carinne Juste            | PCF - EÉLV                 | 946   | 39,22 | 7  | 0 |  |  |
| Villetaneuse en commun, pour une ville solidaire, humaine et écologique |                          |                            | 946   | 39,22 | 7  | 0 |  |  |
|                                                                         | Linda Sayah              | DVD - UDI - LREM - SL      | 252   | 10,44 | 1  | 0 |  |  |
| Ensemble, faisons Villetaneuse !                                        |                          |                            | 252   | 10,44 | 1  | 0 |  |  |
|                                                                         |                          |                            |       |       |    |   |  |  |
| Votes valides                                                           | Votes valides            | Votes valides              | 2 412 | 96,02 |    |   |  |  |
| Votes blancs                                                            | Votes blancs             | Votes blancs               | 41    | 1,63  |    |   |  |  |
| Votes nuls                                                              | Votes nuls               | Votes nuls                 | 59    | 2,35  |    |   |  |  |
| Total                                                                   | Total                    | Total                      | 2 512 | 100   | 33 | 1 |  |  |
| Abstention                                                              | Abstention               | Abstention                 | 3 480 | 58,08 |    |   |  |  |
| Inscrits / participation                                                | Inscrits / participation | Inscrits / participation   | 5 992 | 41,92 |    |   |  |  |

## Analyses
Les candidatures marquent une forte division à gauche avec 93 listes pour 40 communes (2,3 listes par commune), alors qu’elle fut moins nette dans le Val-de-Marne et les Hauts-de-Seine (1,4). Alors qu’en 2017 elle avait fait élire quatre députés en 2017, LFI ne gagne aucune mairie. Cette division a coûté à la gauche plusieurs mairies qu’elle a perdues (Aubervilliers, Bondy) ou échoué à conquérir (Villepinte, Noisy-le-Grand, Neuilly-sur-Marne), alors qu’elle était majoritaire au premier tour. Mathieu Hanotin, qui avait échoué aux portes de la mairie en 2014 à 180 voix près, est arrivé en tête du premier tour (35,3 %) à Saint-Denis, et l’a largement emporté au second (59 % des suffrages) faisant passer cette commune emblématique de la banlieue rouge au PS.